# ياش

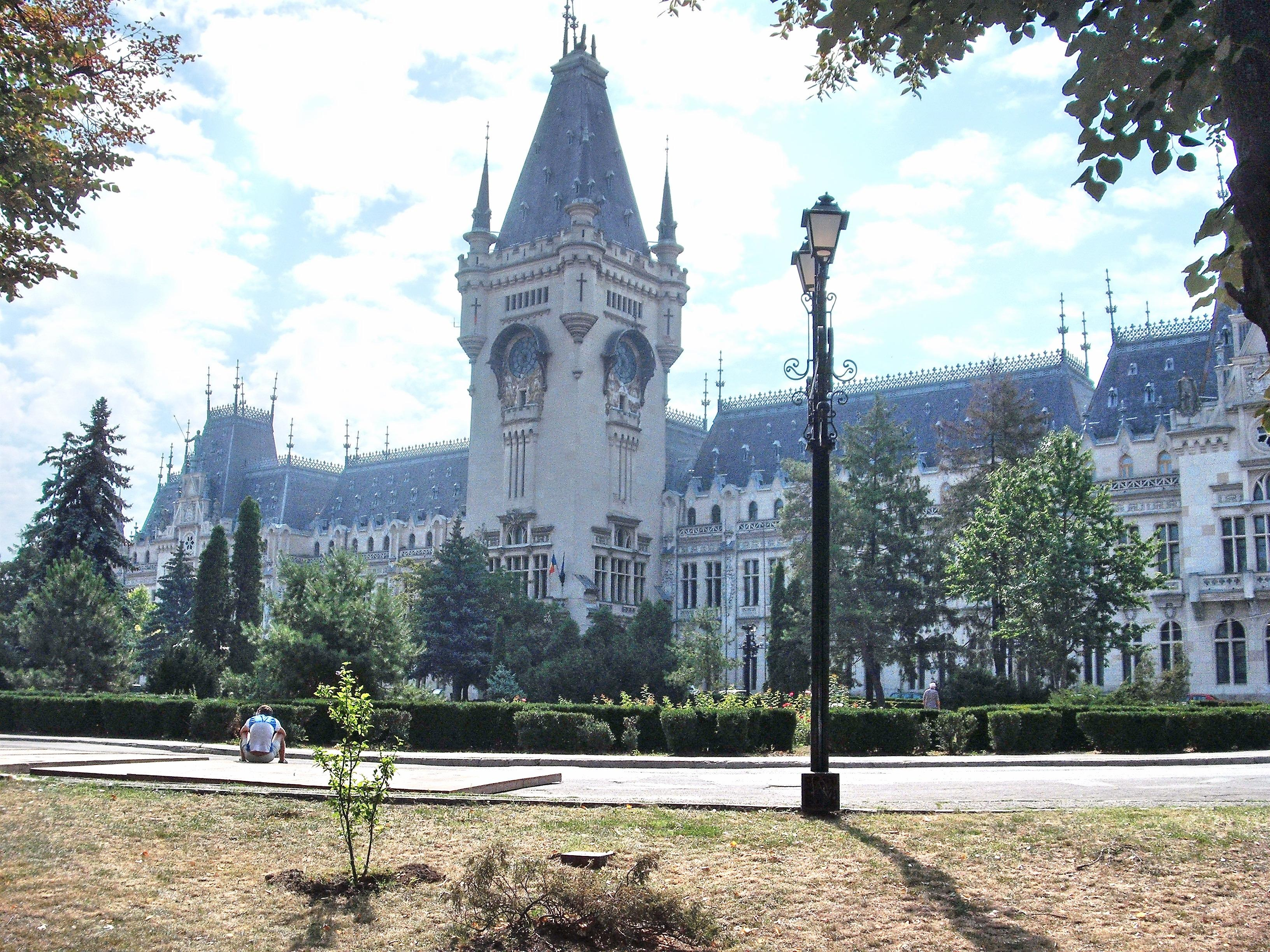
قصر الثقافة في ياش

ياش (بالرومانية: Iaşi) هي واحدة من أكبر مدن رومانيا وبلدياتها. وتقع في منطقة مولدوفيا التاريخية، تعتبر مدينة ياش إحدى المراكز الرائدة تاريخياً في الحياة الاجتماعية والثقافية والتعليمية والفنية على مستوى رومانيا. كانت المدينة عاصمة إقليم مولدوفا في الفترة الممتدة من عام 1564 إلى 1859، ومن ثم عاصمة الممالك المتحدة من عام 1859 إلى 1862، وعاصمة رومانيا من عام 1916 إلى 1918.
تعرف ياش بالعاصمة الثقافية لرومانيا وهي رمز في تاريخها. قال المؤرخ نيقولاي يورغا عنها «يجب أن لا يكون هنالك أي روماني لا يعرف شيئًا عنها». وما يزال يشار  إليها بالعاصمة المولدافية، وهي عاصمة إقليم ياش والمركز الاقتصادي الرئيسي في منطقة مولدوفا الرومانية، وموطن أول جامعة رومانية وأول جامعة هندسية رومانية، وهي ثاني أكبر مركز جامعي في رومانيا حيث تحتضن أكثر من 75,000 طالباً في خمس جامعات حكومية وسبع جامعات خاصة. تدور الحياة الاجتماعية والثقافية فيها حول المسرح الوطني فاسيلي أليكساندري (الأقدم في رومانيا) وياش "مولدوفا" فيلهارمونيك الأوركسترا ودار الأوبرا ونادي تاتراش الثقافي وحديقة ياش النباتية (الأقدم والأكبر في رومانيا) والمكتبة المركزية الجامعية (الأقدم في رومانيا) والمراكز الثقافية ذات الجودة العالية ومجموعة من المتاحف والبيوت التذكارية والآثار التاريخية والدينية.

## أصل التسمية
مع أن حرف الـ i في نهاية الاسم الروماني للمدينة يكون صامتاً بالرومانية، إلا أنه محركٌ في أغلب اللغات الأخرى. ويوجد اختلاف ما بين الباحثين بخصوص أصل كلمة ياش "Iași". البعض يقول أن الاسم يعود إلى قبيلة Iazyges المتحدرة من السارماتيين. تفسير آخر يقول بأن أصل الاسم يعود إلى قبيلة Alans من شعب Jassi مع العلم أن Iazyges وAlans فرعان من ثلاثة فروع تابعة للسارماتيين. أما الثالثة فهي Roxolani.[بحاجة لدقة أكثر] في اللغات السنسكريتية والهندية (واللتان ترجعان إلى نفس الأصل مع اللغة السارماتية)، فإن «ياش» تعني «الشهرة».

## التاريخ

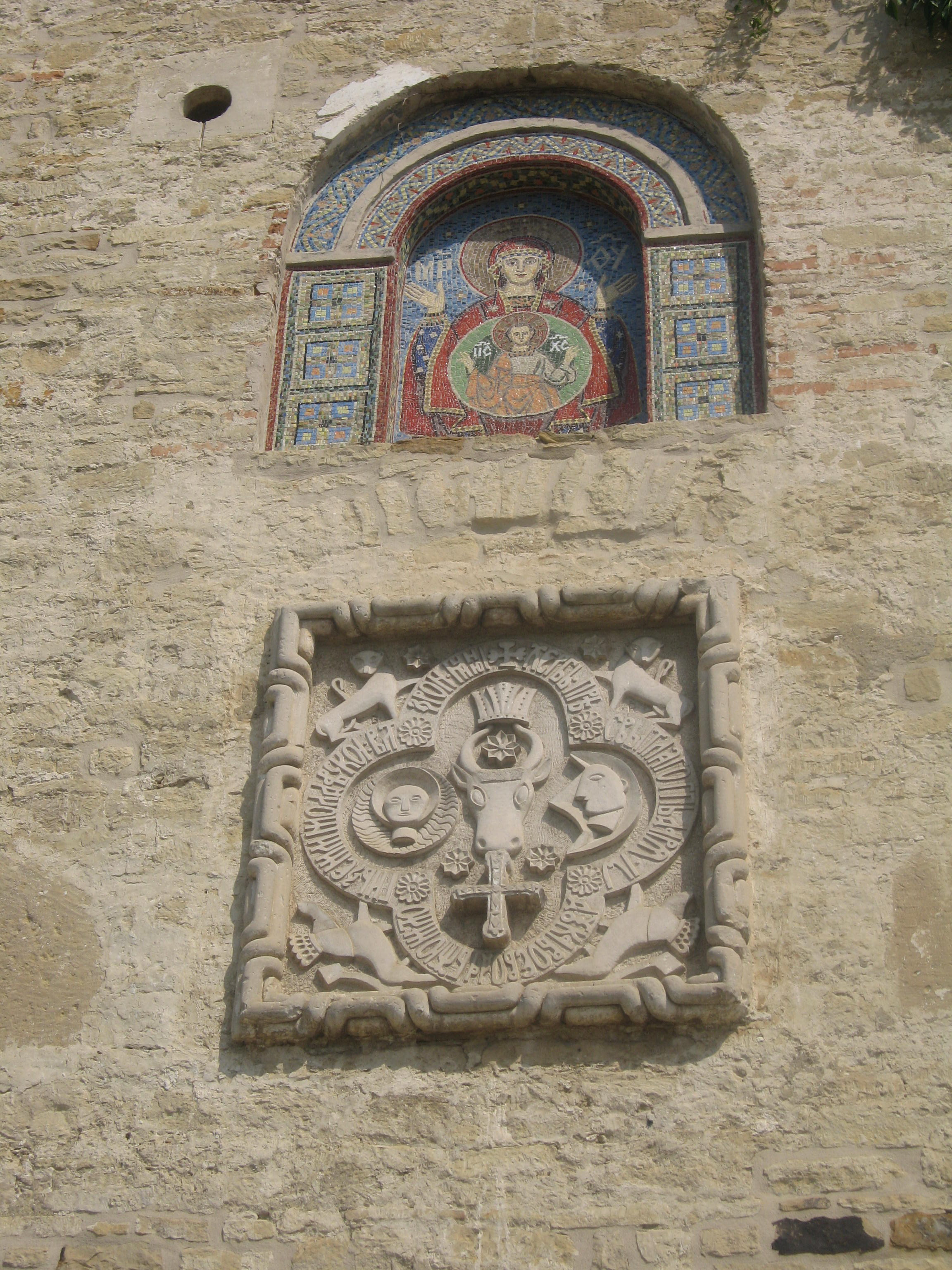
درع لإمارة مولدوفا في دير تشيتاتسويا

### العصور القديمة
تدل الأبحاث الأثرية على وجود جماعات إنسانية على الحدود الحالية للمدينة وحولها والتي تعود إلى عصور قديمة تصل إلى عصر ما قبل التاريخ. تلا ذلك مستعمرات منها التي ترجع إلى ثقافة كيوكوتين-تريبيليان.
تأثير قبائل الداقية وبعد ذلك الحضارة الإغريقية والرومانية والبيزنطية، جعلوا من المنطقة عنصراً هاماً في تطوير العلاقات التجارية ما بين منطقة البحر الأسود من جهة وأوروبا الشمالية والشرقية من جهة أخرى. تدل القوارير اليونانية التي ترجع إلى القرون الرابع-الثالث قبل الميلاد. أستخدمت القوارير لجلب زيت الزيتون والخمر والعسل لمدينة ياش. قبائل الداتشيين، عاشوا في المدينة في تلك الفترة وتركوا أشياءً أكثر إثارة للإعجاب في معاقلهم (17 في ياش) وبعض الكنوز من الذهب والفضة، مما يدل على حد سواء صقل الحرفيين، مما يدل على تطور ثقافتهم بما فيها الثقافة الحرفية.

### عصر النهضة
اسم المدينة ذكر لأول مرة في وثيقة امتياز تجارية منحها أمير مولدوفيا أليكساندرو تشيل بون للتجار البولنديين من لفيف عام 1408. ولكن ومع وجود مبانٍ قديمة تعود في تاريخها إلى ما قبل عام 1408 والتي ما زالت قائمة إلى يومنا هذا (على سبيل المثال الكنيسة الأرمنية والتي يعتقد أنها بنيت أصلاً في عام 1395)، فإنه يُعتقد بأن المدينة كانت موجودة قبل فترة طويلة من أول ذكر لها.

### عاصمة مولدوفا
حوالي عام 1564، قام الأمير أليكساندرو لابوشنيانو بنقل العاصمة المولدافية من سوتشيافا إلى ياش. ما بين أعوام 1561 و1563، قام الأمير إيوان ياكوب هيراكليد ببناء مدرسة وكنيسة لوثرية.

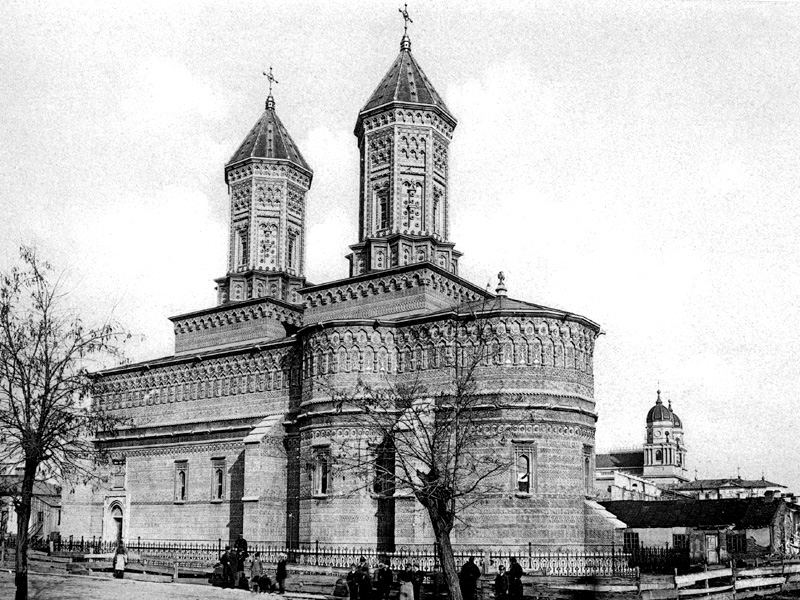
دير الثلاثة كهنة

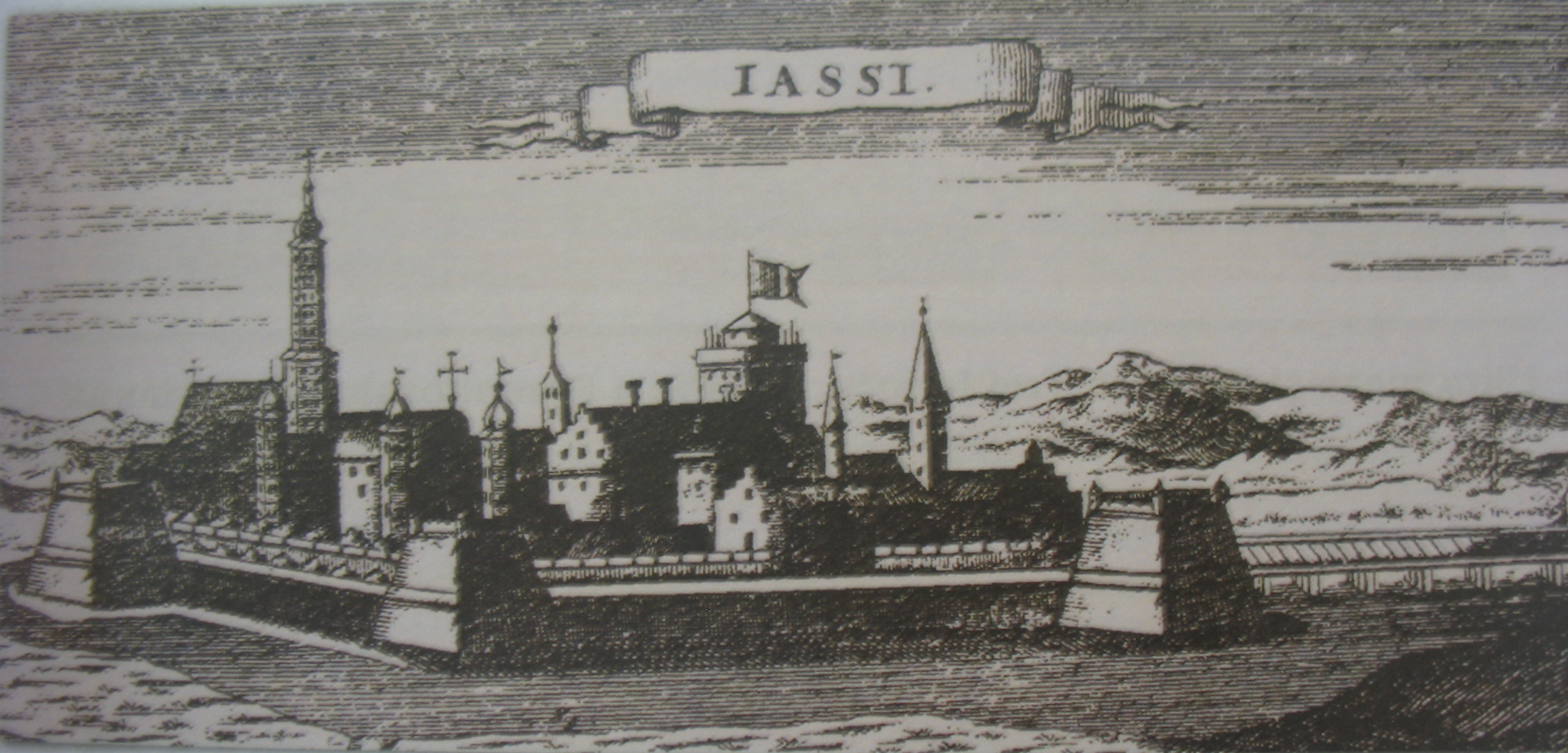
ياش في عام 1701

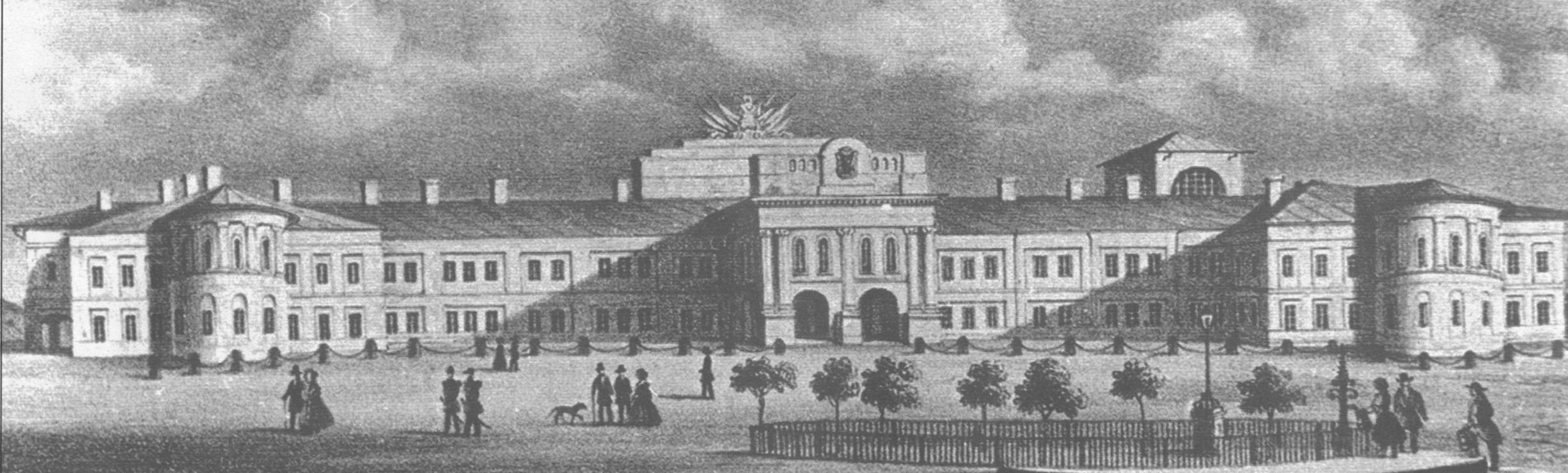
قصر الثقافة

في عام 1640، قام فاسيلي لوبو بتأسيس أول مدرسة باللغة الأم والاستعاضة عن اللغة اليونانية، وأسس مطبعة في كنيسة Trei Ierarhi البيزنطية (كنيسة الكهنة الثلاثة، بنيت 1635-1639). في عام 1643، كان أول مجلد مطبوع في مولدوفا قد صدر في مدينة ياش.
لقد تم إحراق المدينة من قبل التتار عام 1513، والأتراك عام 1538، ومن قبل قوات الإمبراطورية الروسية عام 1686. في عام 1734، أصاب المدينة وباء طاعون دبلي.
انتهت الحرب الروسية العثمانية السادسة في عام 1792 عن طريق معاهدة السلام في ياش.
لقد أدت مناورة ثورية يونانية والاحتلال تحت حكم إبسيلانتي الكسندر (Αλέξανδρος Υψηλάντης) و (Φιλική Εταιρία) إيتيريا فيليكي (1821، في بداية حرب الاستقلال اليونانية) إلى اقتحام العثمانيين للمدينة في عام 1822. وفي عام 1844 كان هناك حريق هائل.

### منتصف القرن 19 إلى 20

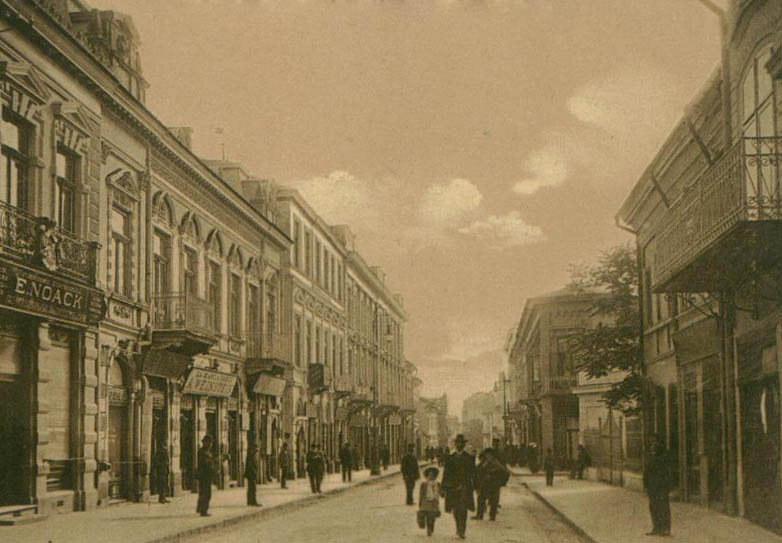
شارع أل. لابوشنيانو

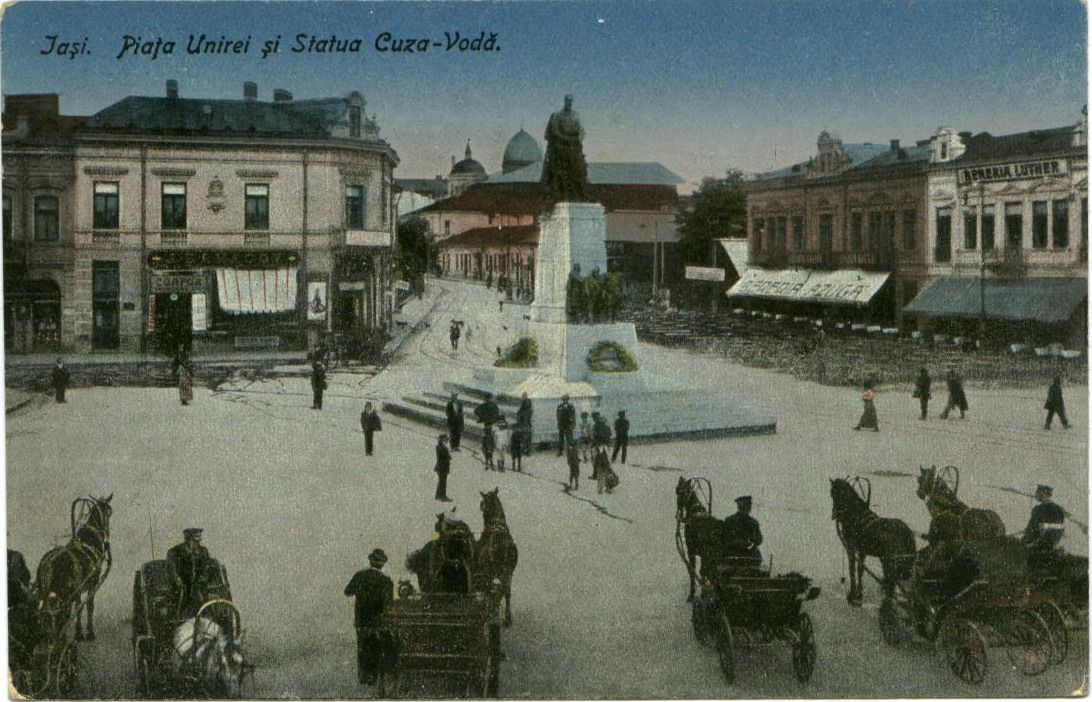
ساحة الاتحاد

ما بين 1564 و1859، كانت المدينة عاصمة مولدوفا، بعد ذلك، ما بين 1859 و1862، كانت كل من ياش وبوخارست بحكم الواقع عواصم ممالك مولدوفا والأفلاق المتحدة. في عام 1862، عندما أصبحت تلك الأقاليم تكون ما يعرف اليوم برومانيا، تم تأسيس العاصمة القومية في بوخارست. بسبب الخسارة التي لحقت بالمدينة في عام 1861 وذلك لإزالة مقر الحكومة ونقله إلى بوخارست قررت الجمعية التأسيسية دفع مبلغ 148,150 لي على عشرة أقساط سنوية، ولكنها لم تدفع أبداً.
خلال الحرب العالمية الأولى، كانت ياش عاصمة لرومانيا المتقلصة شديدًا لمدة سنتين، بعد احتلال دول المركز لبوخارست في 6 كانون الأول 1916. أصبحت بوخارست العاصمة بعد هزيمة الإمبراطورية الألمانية وحلفائها في نوفمبر/تشرين الثاني عام 1918. في تشرين الثاني/كانون الأول 1918، استضافة المدينة مؤتمر ياش.

### الطائفة اليهودية

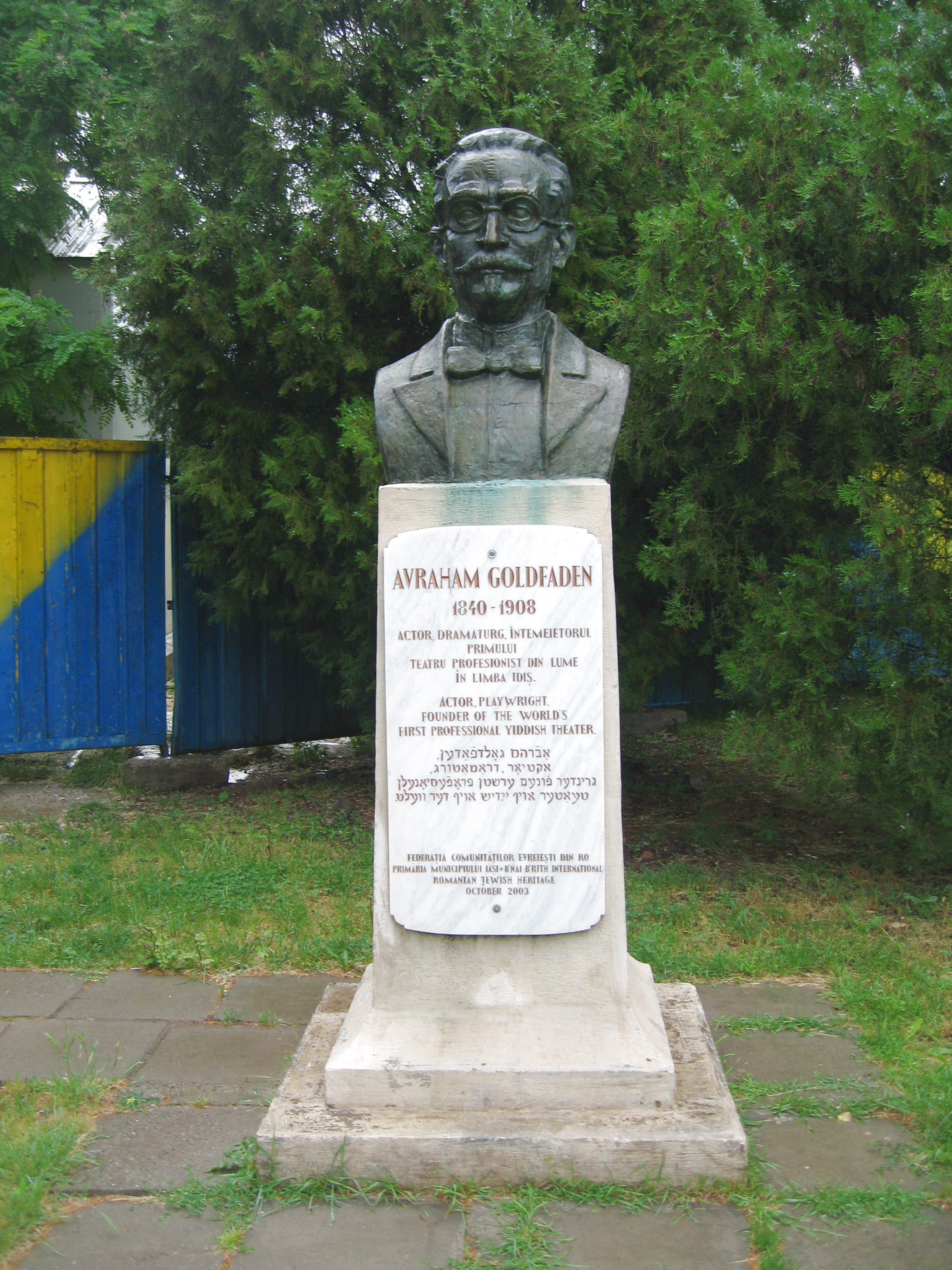
تمثال أفرام غولدفادين بالقرب من المسرح الوطني

مدينة ياش لها أيضاً مكان بارزٌ في التاريخ اليهودي، مع أول وجود موثق لليهود السفارديم في أواخر القرن 16. يعود النقش لأقدم قبر في المقبرة المحلية على الأرجح إلى عام 1610. بحلول منتصف القرن 19، وبفضل الهجرة اليهودية الروسية والجاليكية إلى مولدوفا، أصبج ما لا يقل عن ثلث سكان المدينة من اليهود. وفقا لتعداد السكان عام 1930، بلغ عدد سكان اليهود 34,662 نسمة (نحو 34٪) من مجموع سكان المدينة 102,872 نسمة، حيث كان اليهود آنذاك ثاني أكبر عرق من حيث التعداد السكاني. كان هناك أكثر من 127 معبد يهودي.
في عام 1855، كانت ياش موطن أول صحيفة مكتوبة باللغة اليديشية على الإطلاق، كروت هايتيم (الإنجليزية: Korot Haitim)، وفي عام 1876 كانت المكان لما يدعى أول مسرح يديشي للأداء الاحترافي، والذي أسس من قبل أبراهام غولدفادن. كلمات هَتِكْڤاه (بالعبرية: הַתִּקְוָה أو התקווה) كتبها نفتالي هيرتس أمبر في ياش حيث أصبحت فيما بعد النشيد الوطني لما بات يعرف الآن بدولة إسرائيل. لعب الموسيقيون اليهود في ياش دوراً مهماً في الحفاظ على الفلكلور اليديشي كفناني أداء ومؤلفين وملحنين.
بعد الحرب العالمية الثانية، في عام 1947، كان تعداد اليهود في ياش قد بلغ حوالي 38,000 نسمة. في فترة ما بعد الحرب، لعبت ياش دوراً بارزاً في إحياء الثقافة اليديشية في رومانيا. ضمّ المثقفون في ياش العديد من الأكاديميين والعلماء والكتاب والصحفيين والأطباء والمحامين والمهندسين اليهود. ومع ذلك، استمرت أعداد اليهود بالتناقص المستمر بسبب الهجرة بأعداد كبيرة إلى إسرائيل، وفي عام 1975 بلغ عدد اليهود المقيمين في ياش حوالي 3,000 نسمة مع نشاط 4 معابد يهودية فقط. في الوقت الحاضر، يبلغ عدد اليهود ما بين 300 و600 نسمة مع وجود معبدين نشيطين.

### الحرب العالمية الثانية
خلال الحرب، في حين أن الحجم الكامل للهولوكوست بقي مجهولًا بالنسبة لقوات الحلفاء، تعتبر مذبحة ياش مثالًا على وحشية قوات المحور ضد اليهود.
استمرت المذبحة من 29 يونيو إلى 6 يوليو 1941، ذبح فيها أكثر من 13,266 شخص في المذبحة نفسها أو في أعقابها، أي ثلث عدد السكان اليهود آنذاك، وكثير تم ترحيلهم. بدأت المذبحة كمحاولة لتشتيت الانتباه. نظرًا لقربها من الحدود السوفياتية، فقد اُتهِم سكان المدينة اليهودِ بمساعدة البلاشفة، وجرى الترويج لشائعات بين عامة الناس أن اليهود كانوا ضد رومانيا. لقد تم استغلال الهجوم الجوي السوفياتي على المدينة في 26 حزيران 1941، بعد يومين من قيام رومانيا والقوات الألمانية بمهاجمة الاتحاد السوفيتي كذريعة للمذبحة.
عقب الهجوم الجوي الثاني بعد ذلك بيومين، أعلنت فرقة المشاة 14، بقيادة الجنرال ستافريسكو عن مهمة القضاء «على أولئك الذين يساندون العدو». كتب ستافريسكو في برقية أن الطيارين الروس «كان عندهم شركاء متواطئون من بين المشتبهين الشيوعيون اليهود في ياش». بناء على أوامر صريحة من الدكتاتور العسكري والحليف الألماني أيون أنطونيسكو، سوف يتم تطهير المدينة من سكانها اليهود. الأوامر حددت أيضًا أن على القسم الثاني للمقر الرئيسي للجيش الروماني وجهاز المخابرات الخاصة الرومانية (SIS)مهمة نشر شائعات بخيانة اليهود في الصحافة، ومن ضمنها أن اليهود كانوا يرشدون طائرات الجيش السوفيتي عن طريق وضع أضواء في مداخن منازلهم.
المجزرة كانت منظمة من شرطة ياش والجنود الرومانيين والألمان وجزء من المواطنين في ياش وتبعها قتل 8,000 يهودي على الأقل؛ أكثر من 5,000 يهودي تم وضعهم في «قطارات الموت» المغلقة والمكتظة والتي تحركت ذهابًا وإياباً عبر جميع أنحاء الدولة، في فصل الصيف الحار حتى توفى معظمهم بسبب فرط الحرارة والعطش أو العدوى والنزيف.
في مايو عام 1944، تحولت ياش إلى مسرح قتال وحشي ما بين القوات الرومانية-الألمانية من جهة والجيش الأحمر السوفياتي المتقدم من جهة أخرى، ما نتج عنه تدمير المدينة جزئيًا. وفازت (Panzergrenadier Division Großdeutschland) الألمانية بانتصار دفاعي في معركة ترغو فرومس القريبة من ياش. والتي كانت محوراً للعديد من الدراسات لحلف شمال الأطلسي خلال الحرب الباردة. بحلول 20 أغسطس 1944، استولت القوات السوفياتية على ياش.

### فترة ما بعد الحرب
اختبرت ياش موجتين من الصناعة في فترتي (1950-1970) و (1970-1989). خلال هاتين الفترتين استقبلت ياش العديد من المهاجرين من المناطق الريفية، وتوسعت المناطق الحضرية. لقد شهدت الحقبة الشيوعية تزايداً في عدد السكان بنسبة 234.55%، وزيادة في مساحة المدينة بنسبة 68.83%. بحلول عام 1989، كانت ياش متقدمة صناعياً، حيث ضمت الصناعات الكيماوية والصيدلانية والتعدين والمعدات الثقيلة والمنسوجات والأغذية والطاقة والأثاث. بيد أن التخطيط الحضري كان في بعض الأحيان تعسفياً ما تبعه أوجه من الخلل.

## الجغرافيا
تقع في شمال شرق رومانيا، ما بين تلال ياش (Coasta Iaşilor) وسهل جيجي. تبلغ مساحة المدينة 93.9 كم مربع. أستخدمت ياش كطريق لعبور البضائع القادمة من مولدوفا ومملكة بولندا وملكية هابسبورغ وروسيا القيصرية والقسطنطينية. تقع على نهر باهلوي المتفرع من نهر جيجيا (المتفرع بدوره من نهر بروت). تقع ياش على نهر باهلوي. تحيط الجبال والغابات بالمدينة. المدينة القديمة محاطة من شوارع شتيفان العظيم وأليكساندرو لابوشنيانو وشارع الاستقلال وشارع يلينا دوامنا وغريغوري غيكا، مركز المدينة يشمل المنطقة المحيطة بقصر الثقافة.
توسعت المدينة في كل الاتجاهات، شملت المرحلة الأولى (القرن 18- القرن 19) أحياء كوبو، ساراريه، تسيكاو، تاتراش، تشيوركي، غالاتا وجزء من نيكولينا وباكورار، أما المرحلة الثانية شملت أحياء باكاورار (المنطقة الغربية)، جزء من نيكولينا (تسمى حاليًا C.U.G.)، فرومواسا، سوكولا، بوتشيوم، كانتا، ميرتشا تشيل باترن، أليكساندرو تشيل بون، داتشيا وغراديناري، ويضاف إلى المرحلة الثانية من التوسع المنطقة الصناعية. توجد في ضواحي المدينة بعض الأماكن السكنية، من الناحية الإدارية ما زالت تعتبر ريفية، لكن توجد بلدات حضارية مثل دانكو، توميشت، تشوريا ولونكا تشيتاتسوي.
المدينة محاطة بمجموعة من الغابات مثل غابة بيتروسو، والتي تبعد 25 كم جنوبًا عن ياش، وتبلغ مساحتها 83,000 هكتار. وغابة وريكان وتبعد 8 كم جنوبًا عن ياش، وتبلغ مساحتها 68,000 هكتار.

### المناخ
| البيانات المناخية لـياش      | البيانات المناخية لـياش | البيانات المناخية لـياش | البيانات المناخية لـياش | البيانات المناخية لـياش | البيانات المناخية لـياش | البيانات المناخية لـياش | البيانات المناخية لـياش | البيانات المناخية لـياش | البيانات المناخية لـياش | البيانات المناخية لـياش | البيانات المناخية لـياش | البيانات المناخية لـياش | البيانات المناخية لـياش |
| الشهر                        | يناير                   | فبراير                  | مارس                    | أبريل                   | مايو                    | يونيو                   | يوليو                   | أغسطس                   | سبتمبر                  | أكتوبر                  | نوفمبر                  | ديسمبر                  | المعدل السنوي           |
| ---------------------------- | ----------------------- | ----------------------- | ----------------------- | ----------------------- | ----------------------- | ----------------------- | ----------------------- | ----------------------- | ----------------------- | ----------------------- | ----------------------- | ----------------------- | ----------------------- |
| متوسط درجة الحرارة الكبرى °ف | 30                      | 36                      | 46                      | 61                      | 72                      | 77                      | 81                      | 79                      | 72                      | 61                      | 46                      | 36                      | 58                      |
| متوسط درجة الحرارة الصغرى °ف | 19                      | 23                      | 30                      | 41                      | 50                      | 55                      | 59                      | 57                      | 52                      | 41                      | 34                      | 39                      | 42                      |
| الهطول إنش                   | 1.3                     | 1.20                    | 1.20                    | 2.10                    | 2.50                    | 4.00                    | 3.30                    | 2.20                    | 1.90                    | 1.00                    | 1.40                    | 1.20                    | 23.3                    |
| متوسط درجة الحرارة الكبرى °م | −1                      | 2                       | 8                       | 16                      | 22                      | 25                      | 27                      | 26                      | 22                      | 16                      | 8                       | 2                       | 14                      |
| متوسط درجة الحرارة الصغرى °م | −7                      | −5                      | −1                      | 5                       | 10                      | 13                      | 15                      | 14                      | 11                      | 5                       | 1                       | 4                       | 5                       |
| الهطول مم                    | 33                      | 30.5                    | 30.5                    | 53.3                    | 63.5                    | 101.6                   | 83.8                    | 55.9                    | 48.3                    | 25.4                    | 35.6                    | 30.5                    | 591.9                   |
| المصدر: قناة الطقس           |                         |                         |                         |                         |                         |                         |                         |                         |                         |                         |                         |                         |                         |

يمتاز مناخ ياش بالرطوبة، ذات مناخ قاري رطب (أقاليم مناخية — رطب صيفًا وشتاءً، نمط فرعي أوروبي) مع أربعة فصول مختلفة. يمتاز فصل الصيف بدرجات حرارة مرتفعة، أحيانًا تتجاوز 32 درجة مئوية (90 درجة فهرنهايت)، أما فصل الشتاء فيمتاز بالبرد ورياح متوسطة وتساقط الثلج، وتصل درجة الحرارة أحيانًا إلى ما دون -10 درجة مئوية (14 درجة فهرنهايت). يتراوح متوسط هطول الأمطار الشهري من حوالي 25 مم (1 بوصة) في تشرين الأول إلى 100 ملم (4 بوصات) في حزيران.

### المدن المجاورة
- تيرج فرومس (45 كم غربًا).
- فاسلوي(70 كم جنوبًا).
- باكو (120 كم الجنوب الغربي).
- سوتشيفا (150 كم الشمال الغربي).
- كيشيناو (110 كم شرقًا).

## أهم المعالم السياحية

### العمارة
خلال الحرب العالمية الثانية والحكم الشيوعي، تم هدم المباني التاريخية (حول ساحة الاتحاد) وتشييد مباني بإسلوب دولي، وإنشاء مركز مدني "Centrul Civic" حول ساحة السوق القديم "Hala Centrala" القاعة الوسطى.
ياش هي المقر للمطران الروماني الأرثوذكسي من مولدوفا وبوكوفينا، ومطران الكاثوليك أيضًا. هناك حاليًا ما يقارب 10,000 من الروم الكاثوليك الذين يعيشون في ياش. هناك جدل بين المؤرخين حول ما إذا كان الكاثوليك هم في الحقيقة من أصل روماني أو مجري.
توجد في المدينة أكثر من 10 أديرة ومائة كنيسة تاريخية.
- مسرح فاسيلي أليكساندري الوطني، الذي بني بين 1894 و1896 ذات أسلوب تقليدي حديث مع زخارف ورسوم مستوحاة من عصر الباروك والروكوكو؛
- كاتدرائية ميتروبوليتان، وهي أكبر كنيسة أرثوذكسية في رومانيا، ذات أسلوب عصر النهضة في وقت متأخر، مع عناصر من عصر الباروك والرسومات جورجي تاتاريسكو؛
- بيت دوسوفتي، هو مبنى من النصف الثاني من القرن السابع عشر والذي في 1679، تم ترميم هذا الصرح ما بين عامي 1966 و1969. ويضم قسم للأدب القديم لمتحف الأدب الروماني؛
- قصر روزنوفانو، النصف الثاني من القرن الثامن عشر، أعيد بناءه ما بين 1830 و1833، خلال الحرب العالمية الأولى، استضاف الحكومة الرومانية.

### الحدائق والمنتزهات
يوجد في ياش مجموعة متنوعة من الأماكن العامة والساحات والحدائق العامة.
تأسست في عام 1856، حديقة ياش النباتية، أول حديقة نباتية في رومانيا تأسست عام 1856،  وتبلغ مساحتها أكثر من 100 هكتار، وتحتوي على أكثر من 10,000 نوع من النباتات. تم تنظيم الحديقة في 12 منطقة، مع الحدائق المختلفة، والمجموعات النباتية. افتتح معرض منتزه ياش عام 1923 وتم بناءه بتنسيق من قبل المعماري نيقولاي غيكا بوديشت "N. Ghica Budești". منتزه تشيريك، يقع في الجزء الشمالي الشرقي من المدينة وهو مجمع والذي يضم حديقة وأربع بحيرات. بدأت أعمال تأسيس منتزة كوبو في عام 1833،  آنذاك كانت مدينة ياش عاصمة مولدوفا، وقام غيوريغي أساكي بتصميمه، تبلغ مساحة منتزة كوبو أكثر من 10 هكتار ويضم أقدم نصب تذكاري في رومانيا، أوبليسك من ليونز (1834)، يبلغ طوله 13.5 متر (44 قدم)، ومتحف ميهاي إمينسكو وله شجرة تاريخية، وزقاق جونيميا وتماثيل أخرى كثيرة، وتماثيل نصفية من البرونز.

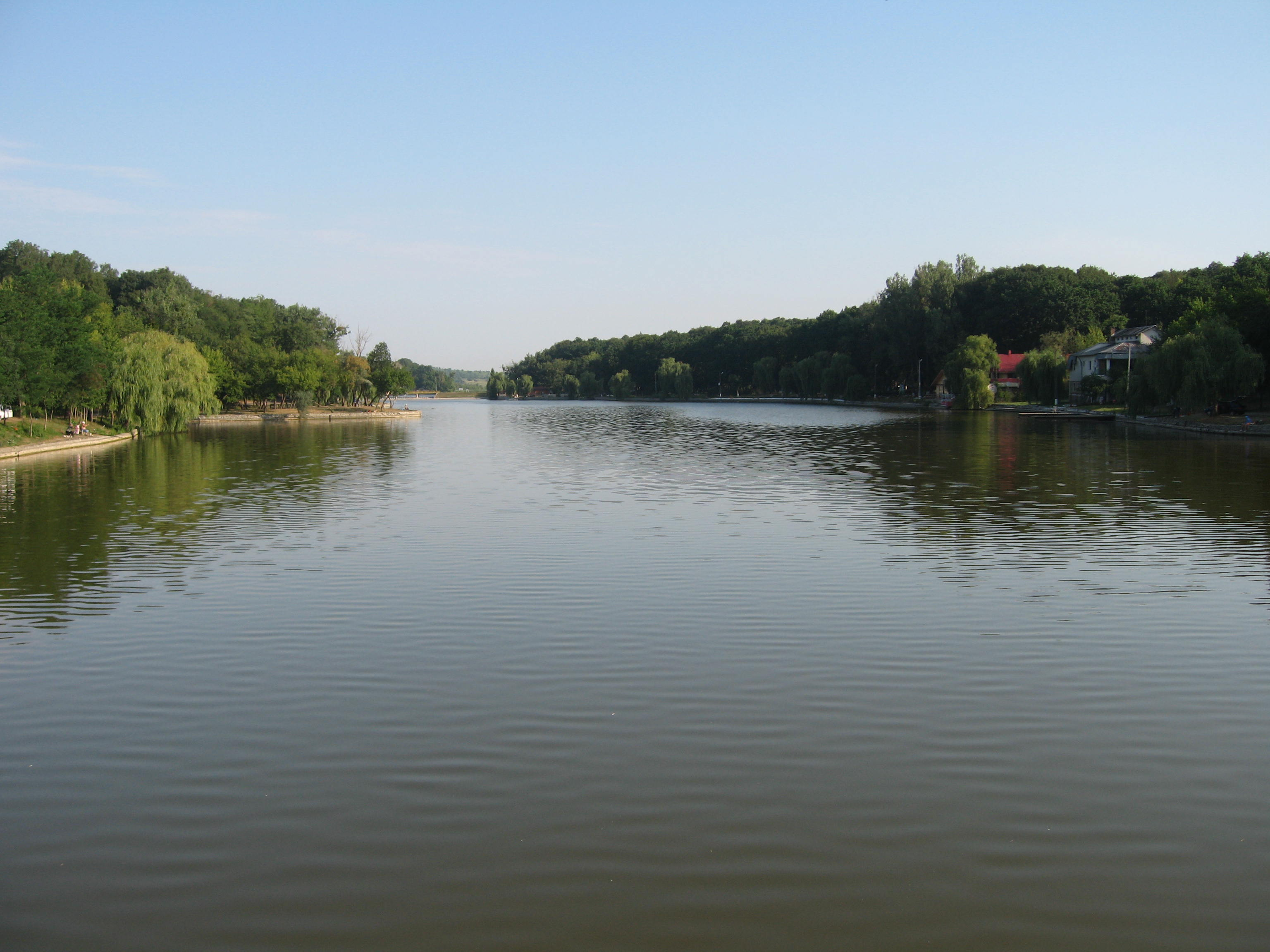
متنزه تشيريك
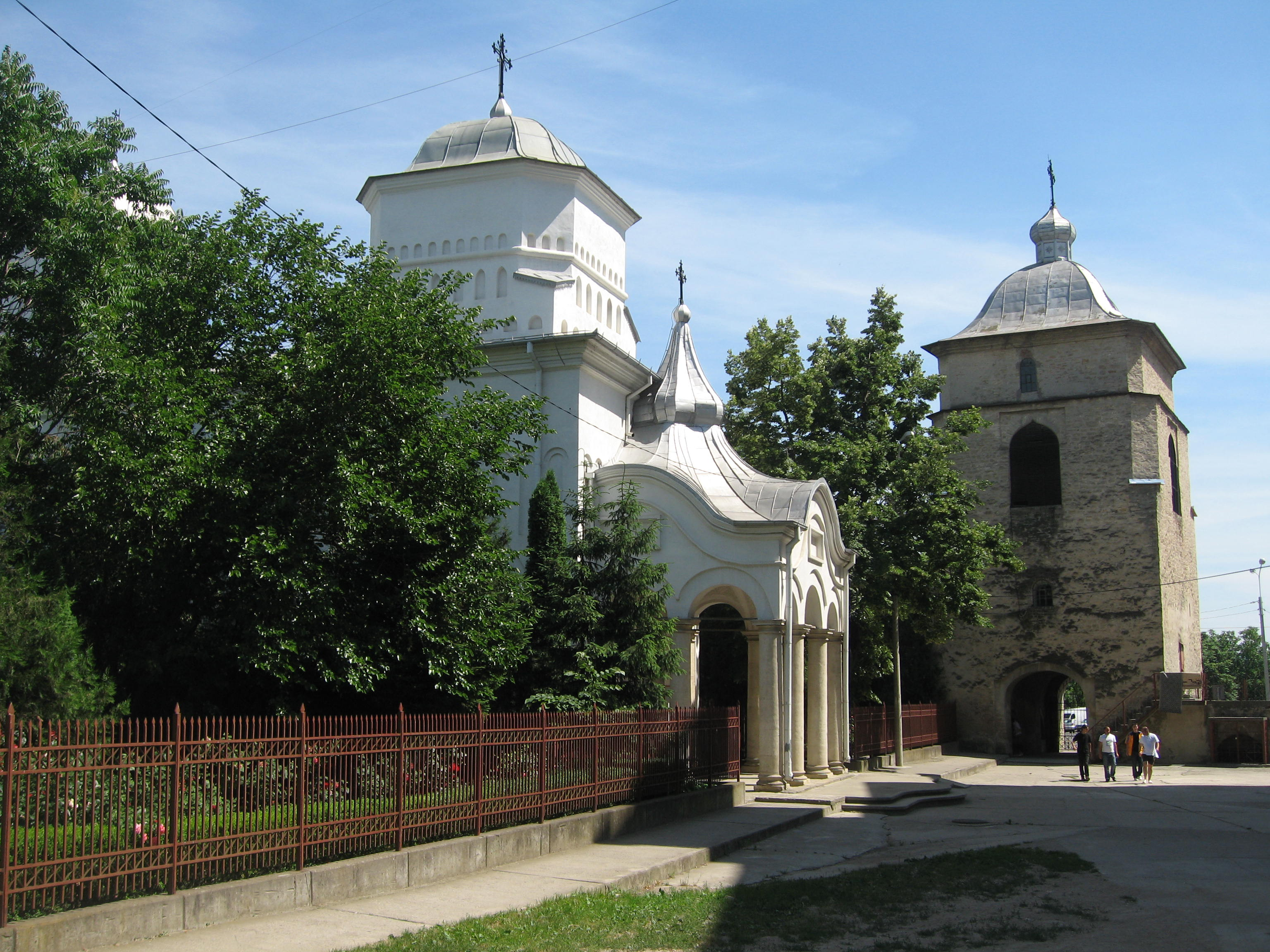
كنيسة بارنوفسكي
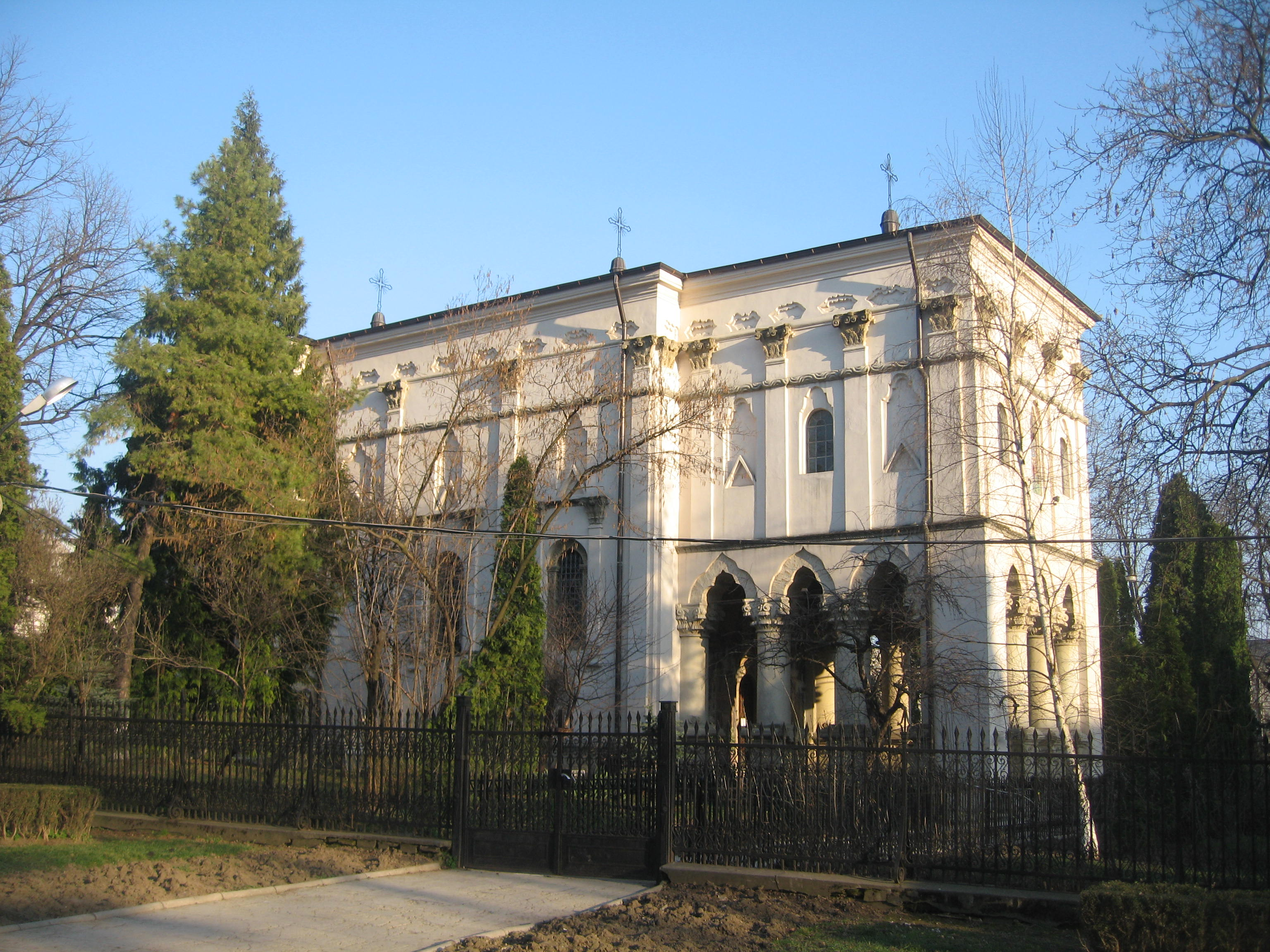
كنيسة القديس جورج

## السكان
| عدد السكان تاريخيًا |            |       |
| السنة              | عدد السكان | %±    |
| القرن الثامن عشر   | ~30,000    | —     |
| 1831               | 59,880     | 99.6% |
| 1859               | 65,745     | 9.8%  |
| 1900               | 78,067     | 18.7% |
| إحصائيات 1912      | 75,229     | −3.6% |
| إحصائيات 1930      | 102,872    | 36.7% |
| إحصائيات 1948      | 96,075     | −6.6% |
| إحصائيات 1956      | 112,977    | 17.6% |
| إحصائيات 1966      | 161,023    | 42.5% |
| إحصائيات 1977      | 265,002    | 64.5% |
| إحصائيات 1992      | 344,425    | 29.9% |
| إحصائيات 2002      | 320,888    | −6.8% |
| تقدير 2007         | 315,214    | −1.7% |

وفقًا لإحصائيات عام 2002، يوجد في المدينة 109,357 وحدة سكنية وبلغ تعداد سكان المدينة 320,888 نسمة، مما يجعلها المدينة الثانية في رومانيا من حيث عدد السكان. بالإضافة إلى أكثر من 60,000 من المقيمين (أغلبهم طلاب) والالاف من المسافرين. تبلغ نسبة الرومانييون 98,5% من نسبة سكان المدينة و0,59% غجر و0,13% يهود و0,13% يونانييون و0,13% Lipovans و0,08% مجريون و0,05% ألمان و0,39% أخرون.
الكثافة السكانية لعام 2002 هي 3417/كم2. تعد ياش ثاني أكبر مدن رومانيا من حيث عدد السكان بعد العاصمة بوخارست.
في عام 2010، بلغ عدد السكان داخل المدينة 309,631،  مسجلة إنخفاض مقارنةً مع عدد السكان عام 2002.

### الديانة
من ناحية الدين، 92.5 ٪ من السكان هم من أرثوذكسية شرقية، 4.9 ٪ يتبعون الكنيسة الرومانية الكاثوليكية، والجماعات الدينية الأخرى 2.6 ٪.
توجد أقلية مسلمة تعيش في ياش من الأتراك والعرب بالإضافة إلى العدد الكبير من الطلاب العرب من بلاد الشام وبلاد المغرب العربي وماليزيا ونيجيريا ويقدر عددهم بحوالي 400 طالب. يوجد مسجد واحد في ياش يتسع لحوالي 300 مصلي.

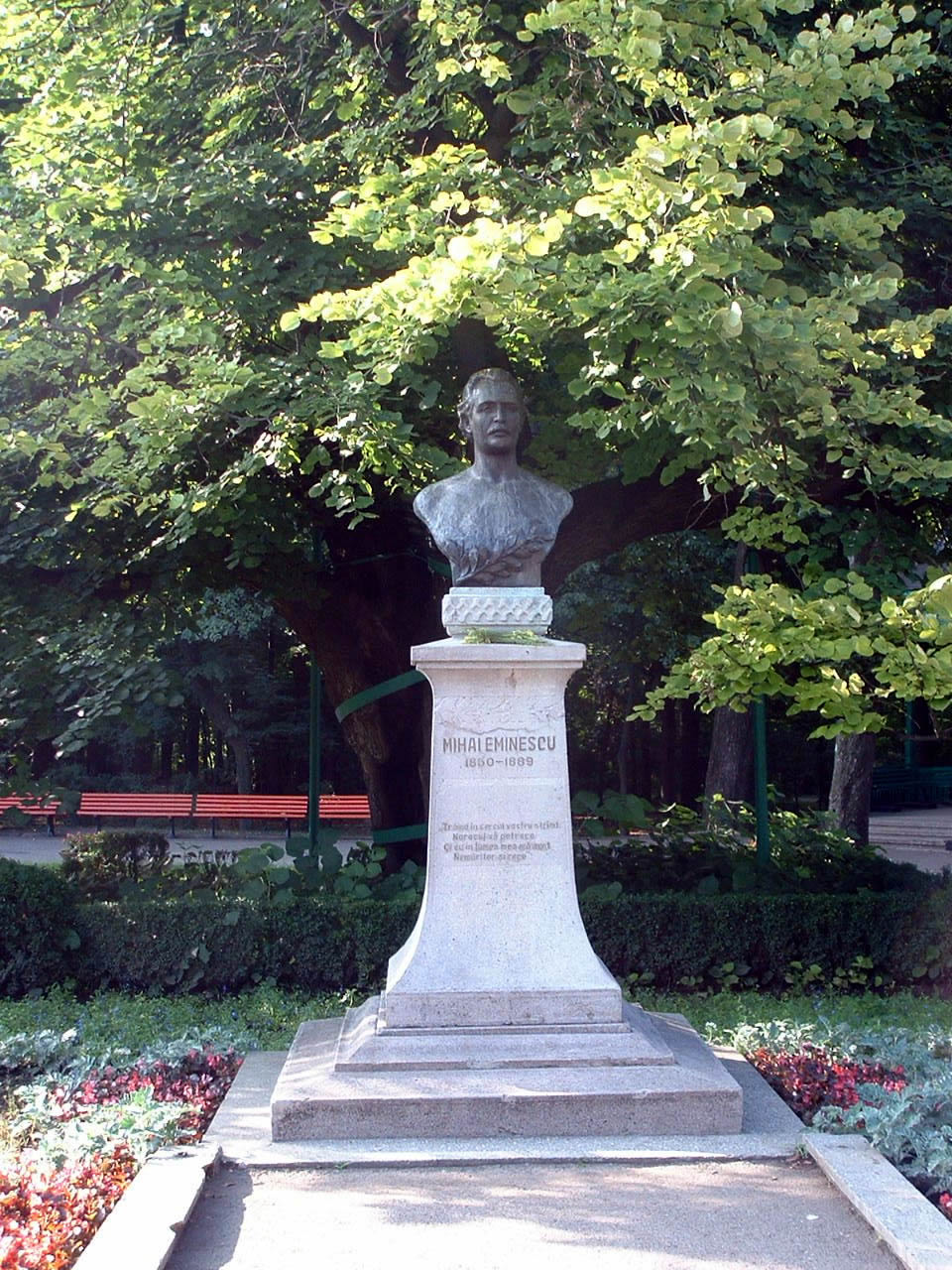
تمثال ميهاي إيمينسكو في منتزة كوبو
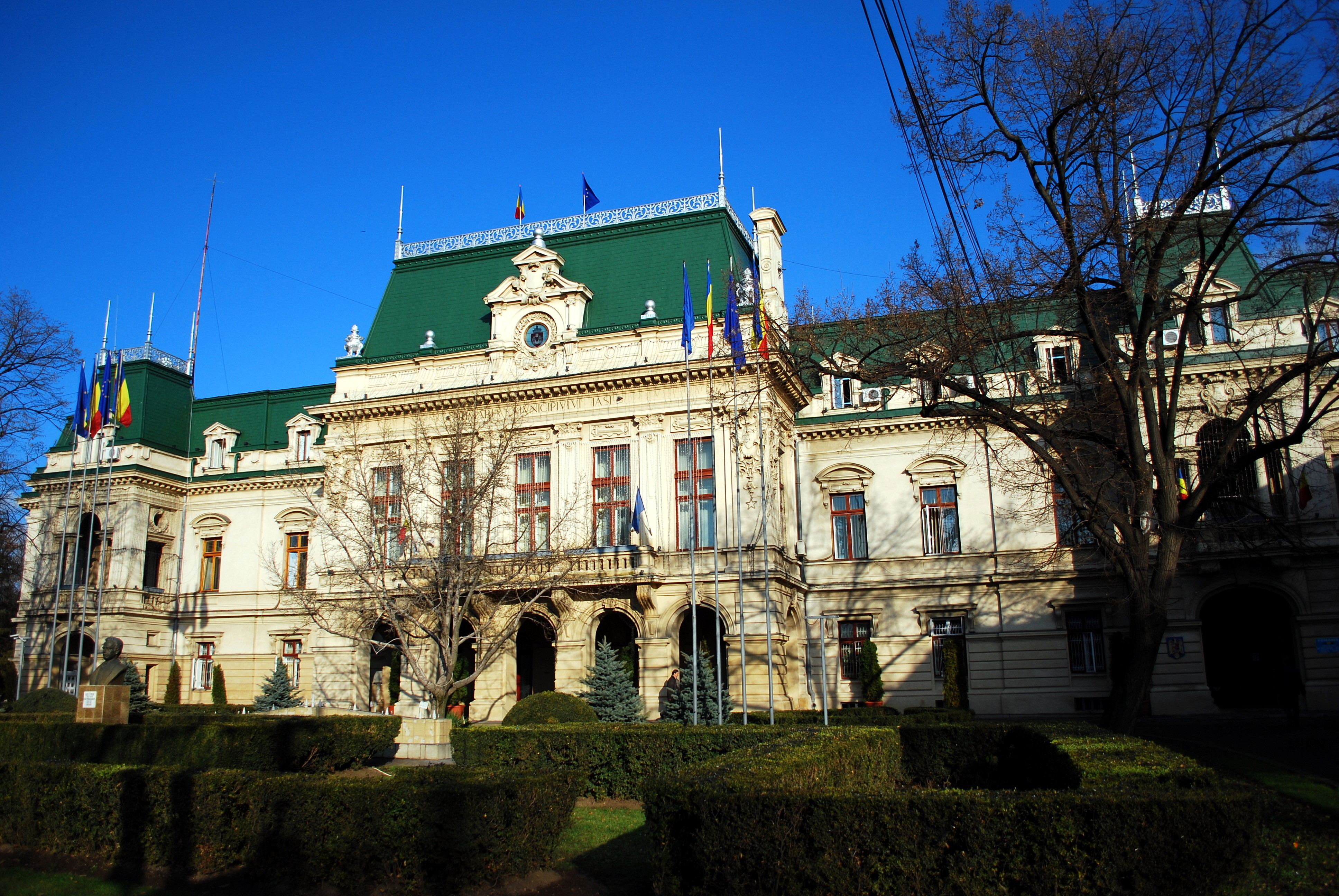
قصر روزنوفانو، اليوم قاعة مدينة ياش

## النقل والمواصلات

### النقل الجوي

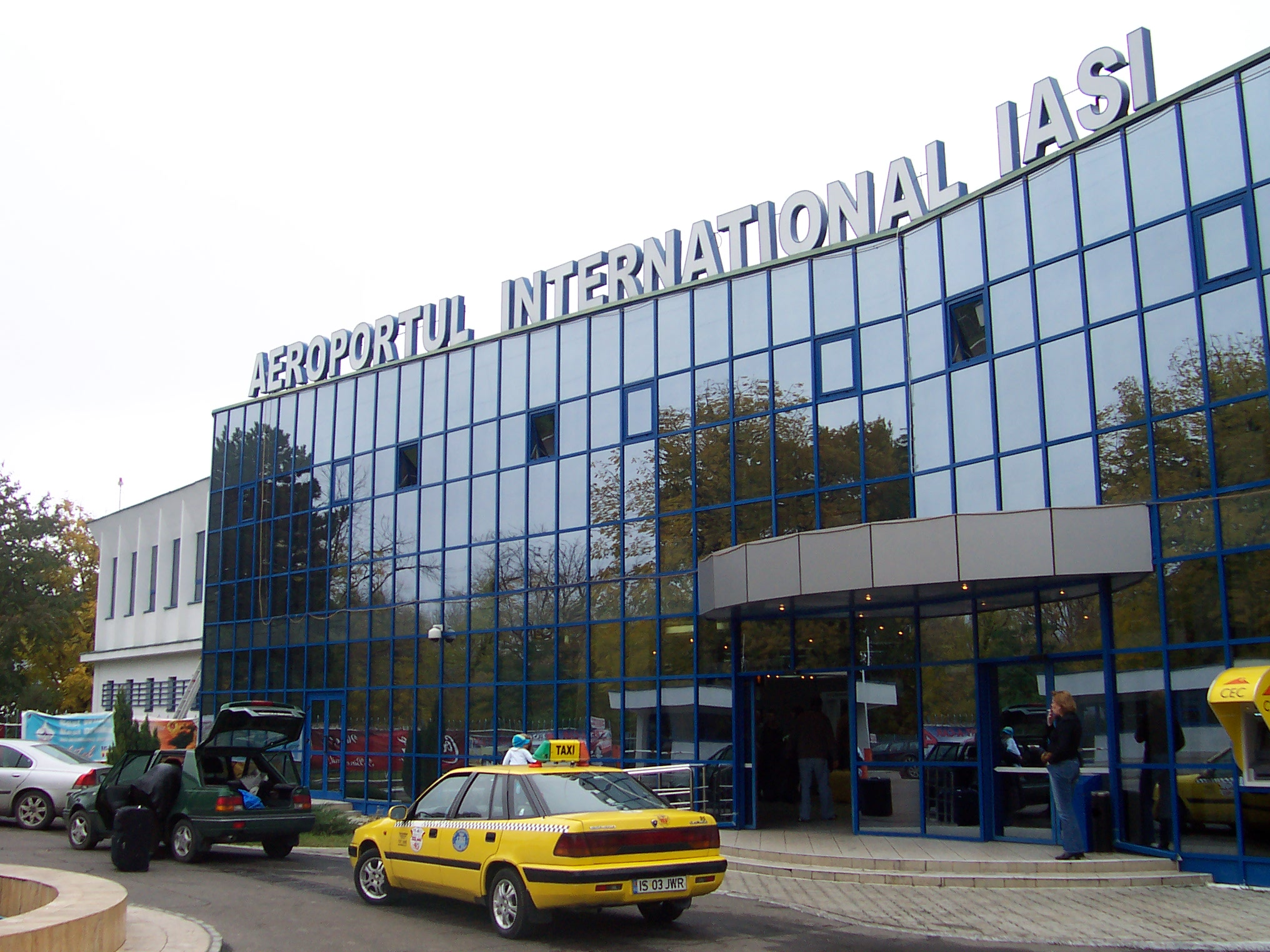
البوابة الرئيسية لمطار ياش الدولي

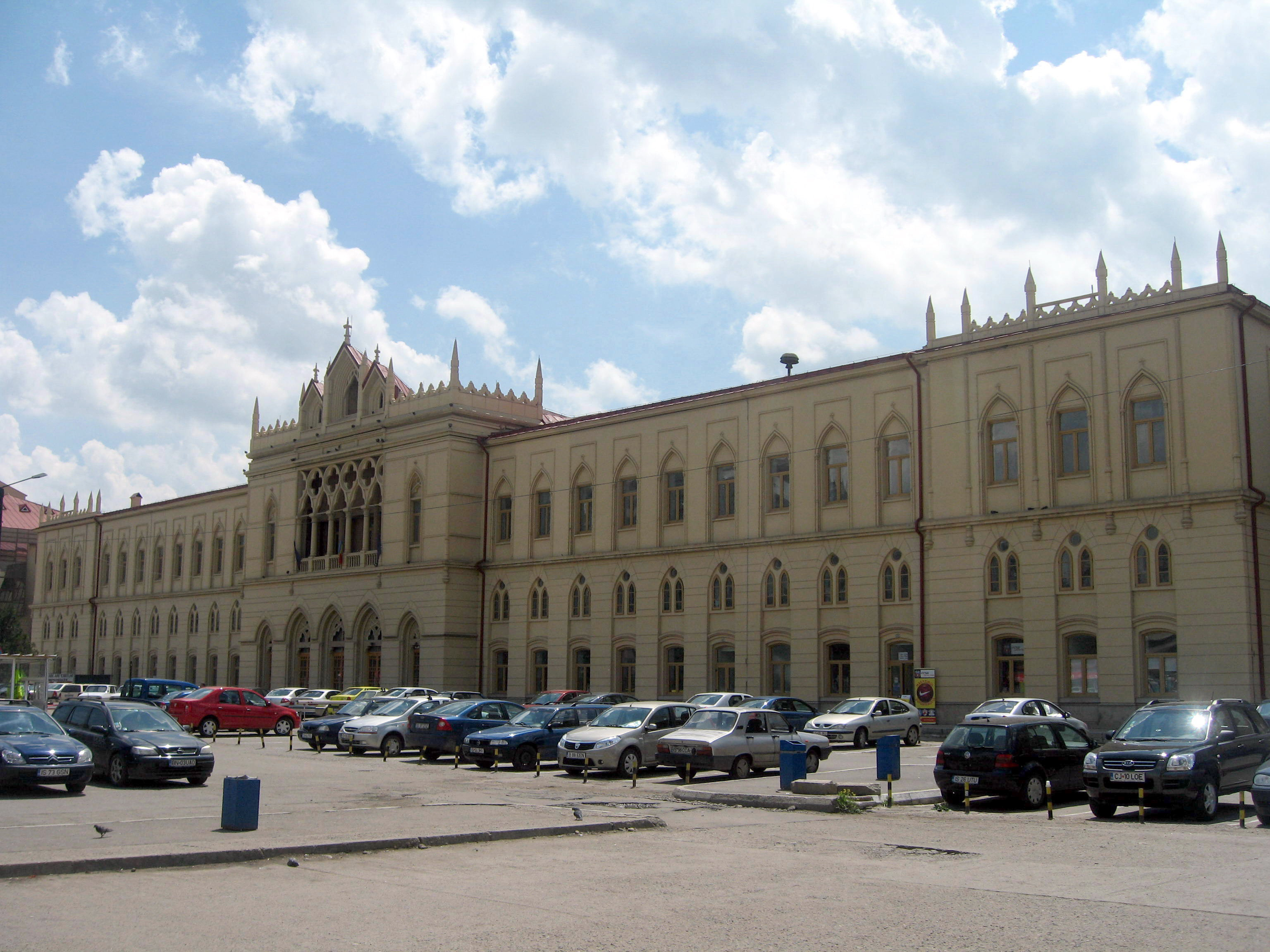
محطة سكة الحديد الكبرى

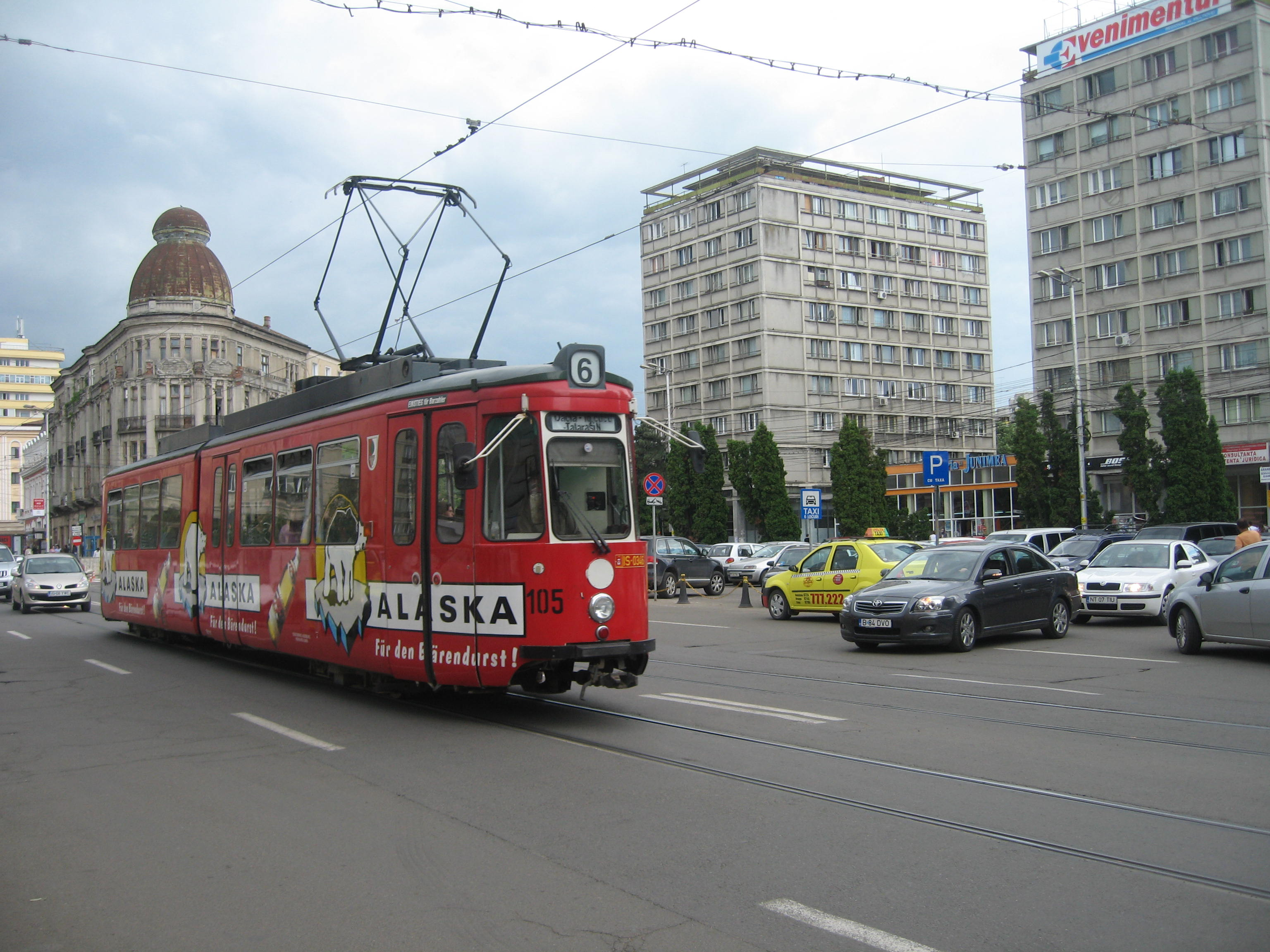
حافلة كهربائية في وسط المدينة

شهد النقل الجوي تطور ملحوظًا من حيث عدد المسافرون في السنوات السبعة السابقة.
مطار ياش الدولي وهو الوحيد في منطقة مولدوفا وتوفر رحلت باتجاه العاصمة بوخارست وبودابست وتيميشوارا وفيينا. أنطلقت أول طائرة من مطار ياش عام 1905، ويعتبر المطار من أوائل المطارات المدشنة في رومانيا وفي عام 1969 شهد المطار تطور ملحوظ. في عام 2011، وصل عدد المسافرون عبر مطار ياش الدولي إلى 184,225 مسافر، بنسبة إزياد بلغت 12,3% مقارنة مع العام المنصرم.

### النقل البري
تم افتتاح خط سكك حديدية الواصلة ما بين ياش وباشكاني بتاريخ 1 يونيو 1870، وخط ياش-ونغيني بتاريخ 1 أغسطس 1874 وبتاريخ 1 يونيو 1875 افتتحت الإمبراطورية الروسية خط ياش-كيشيناو تمهيدًا للحرب الروسية العثمانية (1877-1878).
في الوقت الحاضر، توجد ثلاثة محطات للقطار محطة نيكولينا والمحطة الدولية ومحطة سوكولا وتؤمن رحلات لسكان المدينة ويتم تشغيلها بواسطة السكك الحديدية الرومانية (CFR). أما السكك الحديدية المولدوفية تؤمن رحلات إلى مولدوفا. محطة سكة الحديد الكبرى، تقع على بعد حوالي 1 كم من وسط المدينة، وتوفر وصلات السكك الحديدية رحلات مباشرة إلى جميع المدن الرومانية الرئيسية، وكيشيناو. محطات السكك الحديدية مرتبطة جيدًا بجميع مناطق المدن بواسطة الحافلات الكهربائية والحافلات التابعة للشركات المحلية للنقل العام.

### النقل العام
توجد شركتان مختصة في النقل العام، RATP و Unistil وهي شركة خاصة، توفر نقل عام في المدينة وتعمل على تشغيل شبكة واسعة من النقل بواسطة 150 من الحافلات الكهربائية (بدأت الحافلات الكهربائية بالعمل في ياش بدايةً من العام 1900) و150 حافلة، تأسست شركة النقل العام في ياش، بتاريخ 19 مارس 1898. في الربع الأول من عام 2007، RATP نقلت 11,365,819 راكب، بمعدل 128,000 راكب يوميًا. أستخدمت حافلات الترولي لأول مرة في عام 1985، لكن تم استبدالها في عام 2005 بحافلات.

## الثقافة
تعتبر مدينة ياش مدينة المفكرين الكبار في رومانيا، وفيها بدأ بتمثيل أول مسرحية باللغة الرومانية. ومن أهم المعالم القصر الثقافي للمدينة.

### التعليم

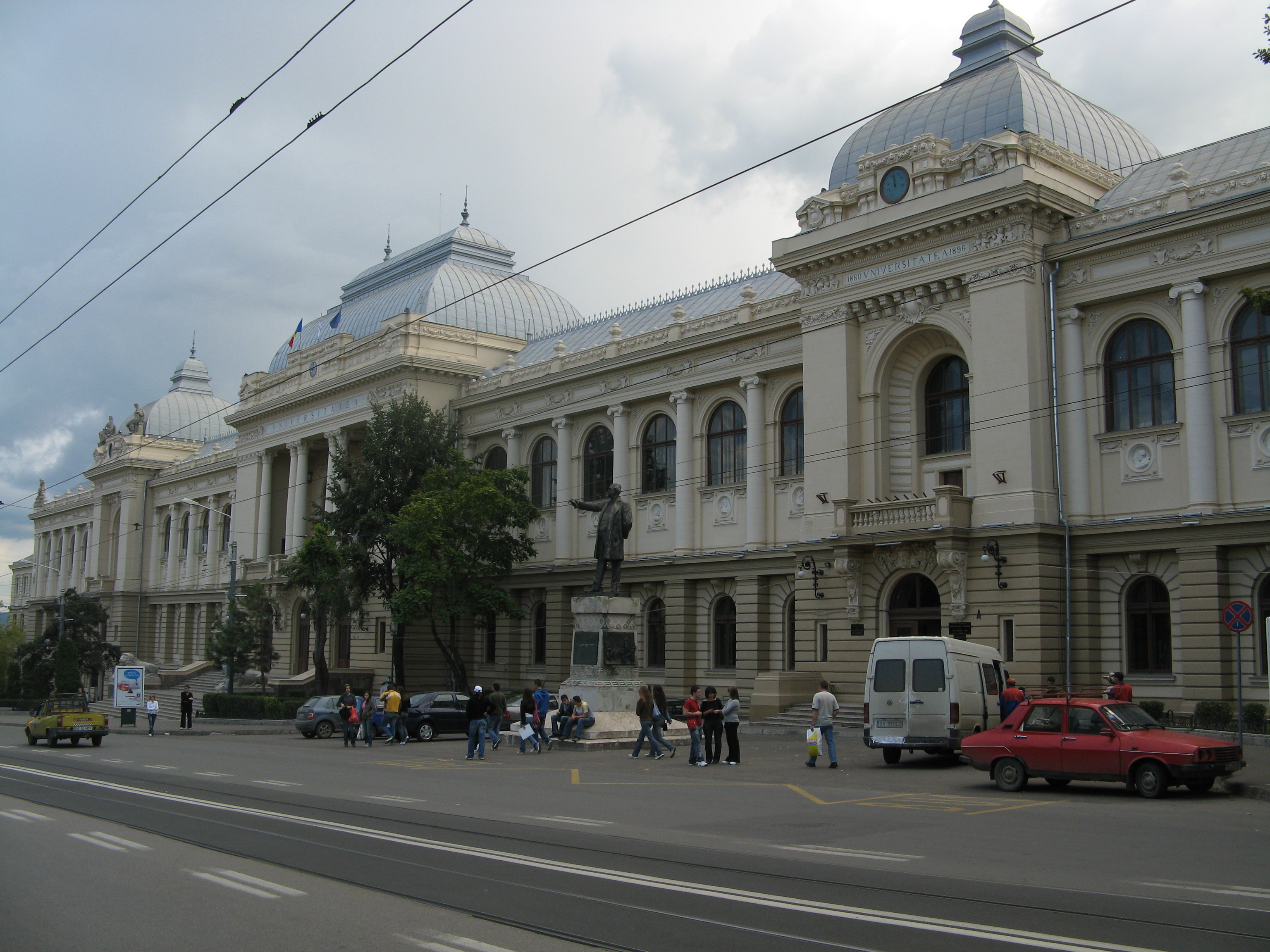
جامعة أليكساندرو إيوان كوزا

قام الأمير فاسيلي لوبو بتأسيس أول معهد للتعليم العالي في رومانيا وذلك عام 1640 «مدرسة لتعليم اللغة اللاتينية والسلافية»، بعد ذلك الأكاديمية الأميرية عام 1707.
أول بناء لتعليم العالي باللغة الرومانية في خريف عام 1813، قام المهندس جيورجي أساكي بوضع حجر الأساس لصف لتعليم الهندسة، أنشتطته كانت في الأكاديمية الأميرية اليونانية. بعد 1813، شهت المدينة لاحظت أخرى لتطوير التعليم العالي باللغة الرومانية، فيما يتعلق بكل من العلوم الإنسانية والعلووم التقنية. عام 1835، أسس الأمير ميهايل ستوردزا أكاديمة ميهايليانا.
في عام 1860، ثلاثة كليات التابعة لأكاديمية ميهايليانا اعتبرت نواة لجامعة ياش، أول جامعة على مستوى البلاد، أما حاليًا، فهي تضم 15 كلية وأكثر من 40,000 طالب. في عام 2011، تم تصنيف جامعة أليكساندرو إيوان كوزا في المجموعة الأولى في رومانيا، جامعات البحوث التطويرية والتعليمية.
في السنة الدراسية الجامعية 2008-2009، بلغ عدد طلاب جامعة أليكساندرو إيوان كوزا 38,140 طالب، 27,601 متخرجون وسجل 8,802 طالب للماجستير و1,737 للدكتوراة. في جميع الاختصاصات في 15 كلية تابعة للجامعة.
جمعية الأطباء وعلماء الطبيعة، التي تأسست في ياش، يرجع تاريخها إلى الجزء الأول من القرن التاسع عشر، بينما تنشر في عدد من الدوريات. واحدة من أقدم جامعات الطب في رومانيا، تأسست عام 1879، في ياش. والان تعرف باسم جامعة جريجوري ت. بوبا للطب والصيدلة، يبلغ عدد طلبها حوالي 8190 طالب.
الجامعات الحكومية وتضم:
- جامعة أليكساندرو إيوان كوزا
- جامعة غيورغي أساكي التقنية
- جامعة جريجوري ت. بوبا للطب والصيدلة
- جامعة جورجي يونيسكو للفن
- جامعة يون يونيسكو دي لا براد للعلوم الزراعية والطب البيطري

المكتبة المركزية الجامعية في ياش تعتبر واحدة من أقدم وأهم المكتبات في رومانيا. تأسست كمكتبة عام 1835 تابعة لأكاديمية ميهايلينا، وتغير اسمها مع مرور الوقت إلى: مكتبة الجامعات في ياش، وبعد الحرب العالمية الثانية انتقلت المكتبة إلى مكتبة والتي أسست من قبل فرديناند الأول ملك رومانيا.

### الصحة العامة
يوجد في ياش ما لا يقل عن 15 مستشفى، ومن بينها مستشفى القديس سبيريدون الجامعي وهو مستشفى جامعي، تم تأسيسه في عام 1775، وهو أكبر مستشفى من منطقة مولدوفيا والأفلاق، وثاني أكبر مستشفى وواحد من أقدمها في رومانيا، ويضم 20 عيادة طبية. تعمل على إعداد 500 من طلاب الطب (في جميع التخصصات) و1,466 طالب من جامعة جريجوري ت. بوبا للطب والصيدلة و200 طالب من الثانوية الصحية التابع للمدرسة ما بعد الثانوية في ياش، بالإضافة إلى تدريب الأطباء من مولدوفا. يستوعب المستشفى 1,285 سرير يتم إدخال 38,000 مصاب إلى المستشفى سنويًا  مستشفى القديسة ماريا للأطفال، مصحة سوكولا العقلية ومعهد أمراض القلب والأوعية الدموية. يعتبر مستشفى أركاديا ذو مستوى عالي ومتطور، يتكون من ثمانية عيادات طبية، تبلغة طاقتة القصوى 220 سرير و4 غرف للعمليات واحدة منهن مجهزة بمرافق إضافية لعمليات جراحة الأطفال وغرفتان للتوليد. بالإضافة إلى أن مستشفى أركاديا للقلب، يعد أكبر مستشفى خاص من رومانيا للأمراض القلبية.

### الرياضة

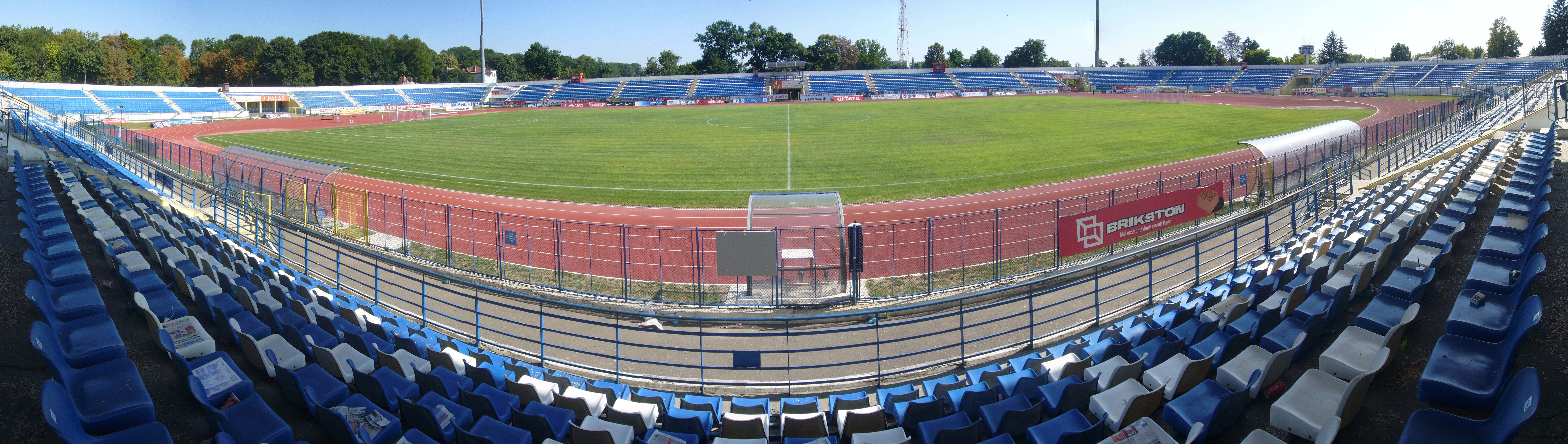
ملعب إيميل أليكساندريسكو.

رياضة كرة القدم هي الأكثر شعبية، فريق بوليتهنيكا ياش يلعب في دوري الروماني الدرجة الثانية (ولم يحقق أي فريق كرة قدم من ياش بطولة ذات أهمية سواء على الصعيد الوطني أو في أوروبا). يوجد في المدينة ملعب إيميل أليكساندريسكو يستخدم من قبل نادي بوليتهنيكا ياش. يتسع ل 11,500 نسمة، سمي بهذا الاسم تقديرًا لإيميل أليكساندريسكو لاعب كرة قدم سابق. من الرياضات المحبوبة في ياش أيضًا: كرة السلة، كرة اليد، كرة الطائرة ورياضة التزلج على الثلج ويوجد في المدينة حلبتان للتزلج. توجد عدة أندية كرة سلة مثل نادي اتحاد بوليتهنيكا ياش.

## الاقتصاد

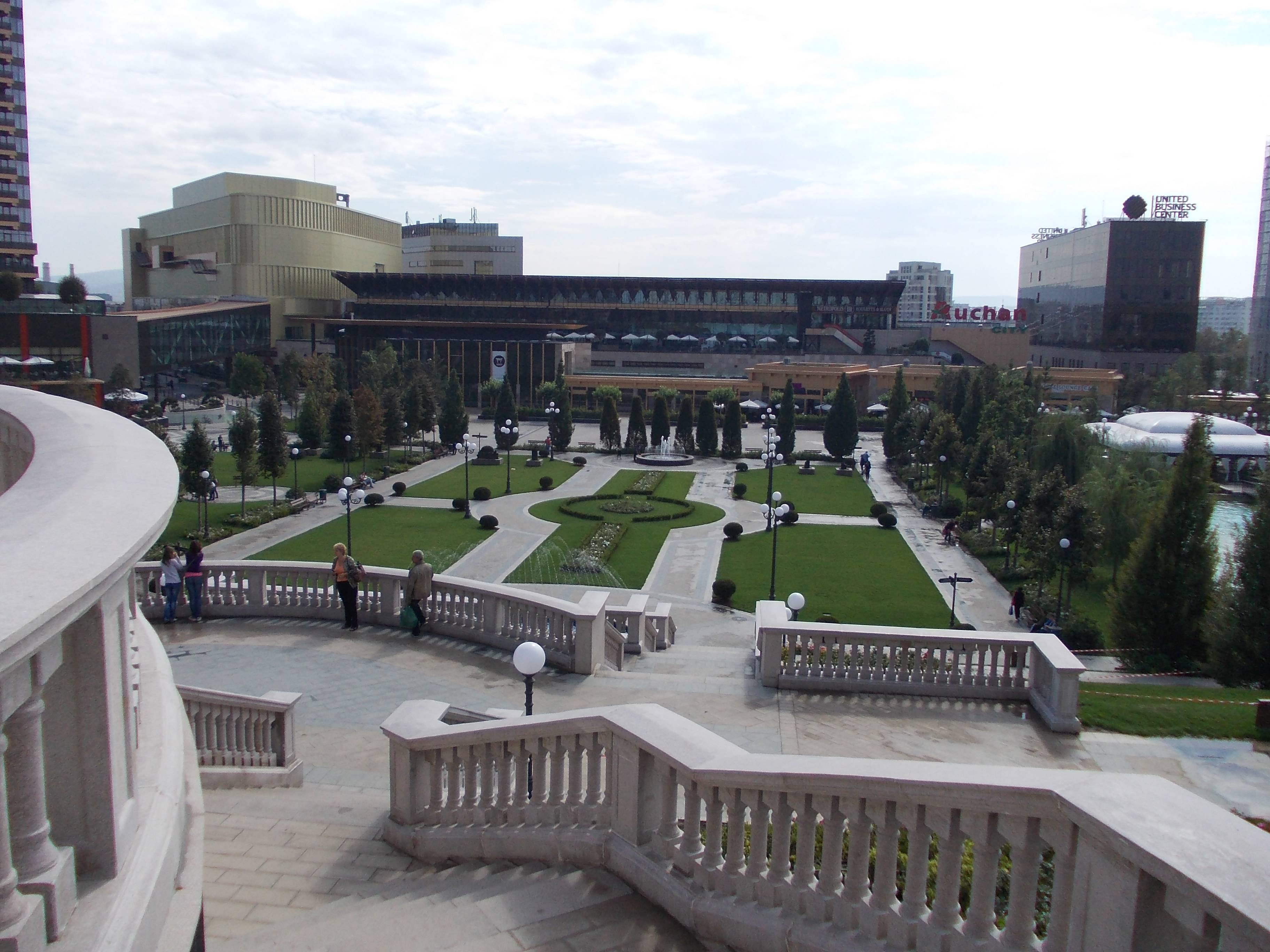
حديقة بالاس مول

يمثل اقتصاد ياش 3,0% من الناتج المحلي الإجمالي للاقتصاد الوطني في عام 2005، وبالتالي تحتل المرتبة الثامنة على مستوى رومانيا، أما من ناحية الناتج المحلي الإجمالي للفرد الواحد فهي تحتل المرتبة 25. وارتفعت من المركز 34 إلى 18 من حيث الدخل الصافي للفرد الواحد. تعتبر المدينة مركز أقتصادي مهم للبلد، يعتمد الاقتصاد المحلي والإقليمي على مؤسسات القطاع العام والمؤسسات. من أهم القطاعات هي الرعاية الصحية والتعليم والتصنيع والبحوث والثقافة والحكومية والسياحة. كانت المدينة نشطة على صعيد صناعة السيارات والأدوية وإنتاج المعادن والمنسوجات والملابس والإنشاءات والخدمات المصرفية والنبيذ واللحوم المحفوظة.
تعتبر المدينة مركز مهم قطاع تكنولوجيا المعلومات، مع وجود شركات برمجيات وجامعتان اللتان توفر جودة عالية لتدريس المهندسين والمبرمجين. ياش هي أيضًا مدينة تجارية متطورة مع وجود العديد من مراكز التسوق والمراكز التجارية مثل: يوليوس مول، هالا تشنترالا ومولدوفا مول وغيرها. بالإضافة إلى محلات البيع بالتجزئة الكبيرة مثل: كارفور، كاوفلاند، ديدا مان وبيلا. وتوجد مشاريع قيد الإنشاء مثل: غرين بلازا ياش، ماكسيمال وبالس ياش «الذي يقع بالقرب من قصر الثقافة».
وفقًا لدراسات المعهد الوطني للإحصاء في عام 2009، إنخفض الناتج المحلي الإجمالي لمدينة ياش بنسبة 10,8%، اما عام 2010 إنخفض بنسبة 3,6%، واحتلت مدينة ياش بذالك المركز الثامن من بين أكثر المدن الرومانية تأثرًا بالأزمة الاقتصادية.
في عام 2012، أرتفعت ميزانية ياش إلى 675 مليون لي روماني، جزء كبير من هذه الأموال يتم تأمينها من صناديق التمويل الأوروبية وستعمل بلدية ياش على تطوير النقل العام في المدينة وإعادة تشغيل خطوط الحافلات الكهربائية بدعم أوروبي.
وفقأ للاستطلاعات أن 38% من سكان مدينة ياش يعملون يوميًا ما بين 8-10 ساعات و17% ما بين 10-12 ساعة و20% يعملون ما بين 4-8 ساعات باليوم و8% لحد 4 ساعات. احتلت مدينة ياش المرتبة الثانية من أصغر 5 مدن أوروببية في تحليل فعالية التكاليف.

### أكثر الوظائف
| الشركة                              | القطاع                | عدد الموظفين |
| ----------------------------------- | --------------------- | ------------ |
| مستشفى القديس سبيريدون الجامعي      | العناية الصحية        | 2,757        |
| جامعة أليكساندرو إيوان كوزا         | التعليم العالي        | 2,040        |
| شركة ديلفي                          | السيارات              | 1,848        |
| جامعة غيورغي أساكي التقنية          | التعليم العالي        | 1,593        |
| أنتيبيوتيتش ياش                     | صناعة الأدوية         | 1,450        |
| جامعة جريجوري ت. بوبا للطب والصيدلة | التعليم العالي        | 1,344        |
| RATP Iaşi                           | النقل العام           | 1,300        |
| CET                                 | الطاقة وصناعة التدفئة | 1,200        |
| مستشفى القديسة ماريا للأطفال        | العناية الصحية        | 1,200        |
| أبافيتال "ApaVital SA"              | المياه                | 1,200        |

المصادر:

## المدن المتوأمة
ياش مع:
| - كيشيناو، مولدوفا (2008) - أسيوط، مصر (1995) - أثينس، الولايات المتحدة الأمريكية (2001) - فيلاتشيانو، إيطاليا (1999) - فورانو، إيطاليا (1999) - إربد، الأردن (2000) - أصفهان، إيران (1999) - أريحا، فلسطين (2003) | - كوزاني، اليونان (1928) - مونتيري، المكسيك (2002) - مورلوبو، إيطاليا (1999) - نازانو، إيطاليا (1999) - بادوفا، إيطاليا (1995) - بيريستيري، اليونان (2002) - بواتييه، فرنسا (1969) | - مدينة كيبك، كندا (2001) - سانت اوريستي، إيطاليا (1999) - توريتا تيبيرينا، إيطاليا (1999) - فيلينوف داسك، فرنسا (2003) - فينيتسا، أوكرانيا (1993) - شيان، الصين (1993) - آيندهوفن، هولندا (2011) - فيليكو ترنوفو، بلغاريا (1998) |

توجد في المدينة ثلاثة سفارات:
- السفارة الهنغارية.
- السفارة الإيطالية.
- السفارة الباكستانية. (وهي قريبة من جامعة الطب والصيدلة جريجوري بوبا)

## معرض الصور

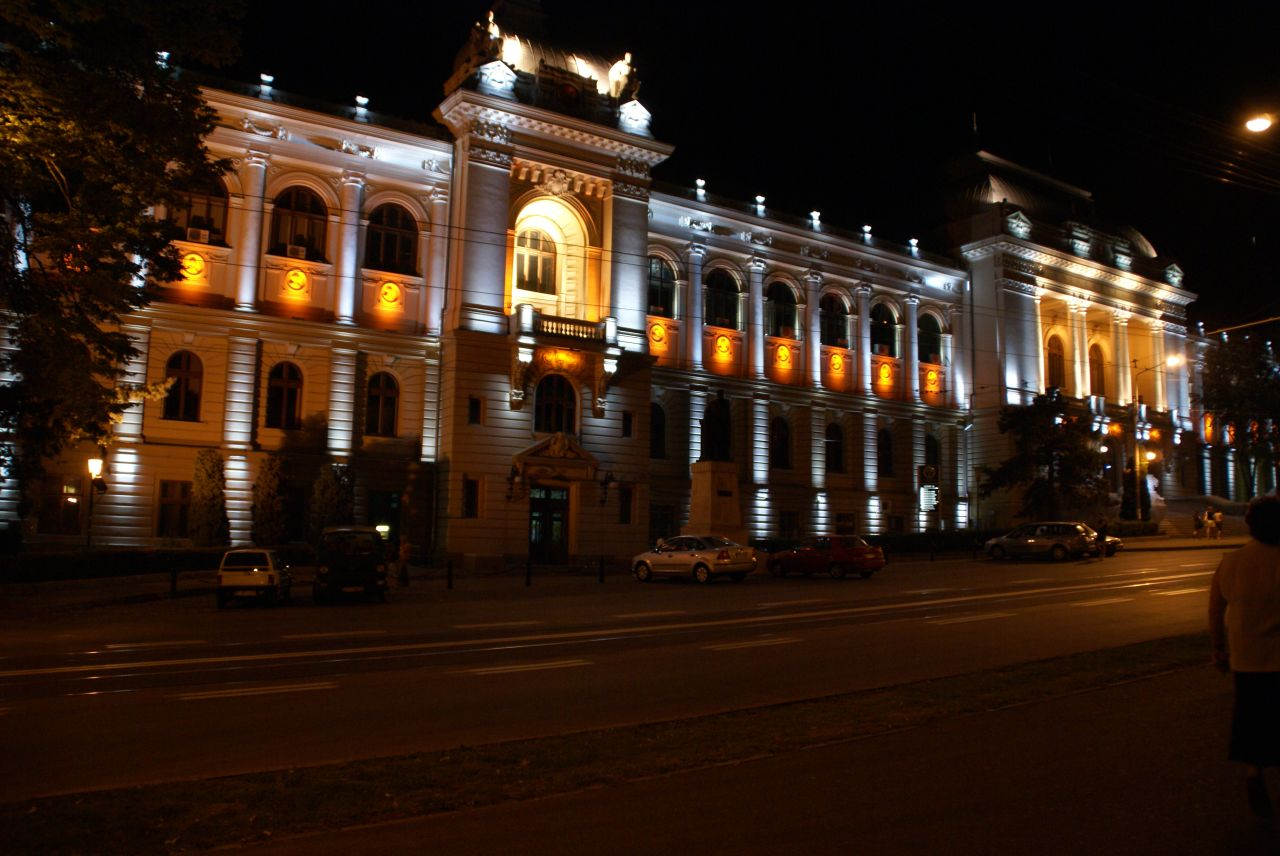
جامعة أليكساندرو إيوان كوزا
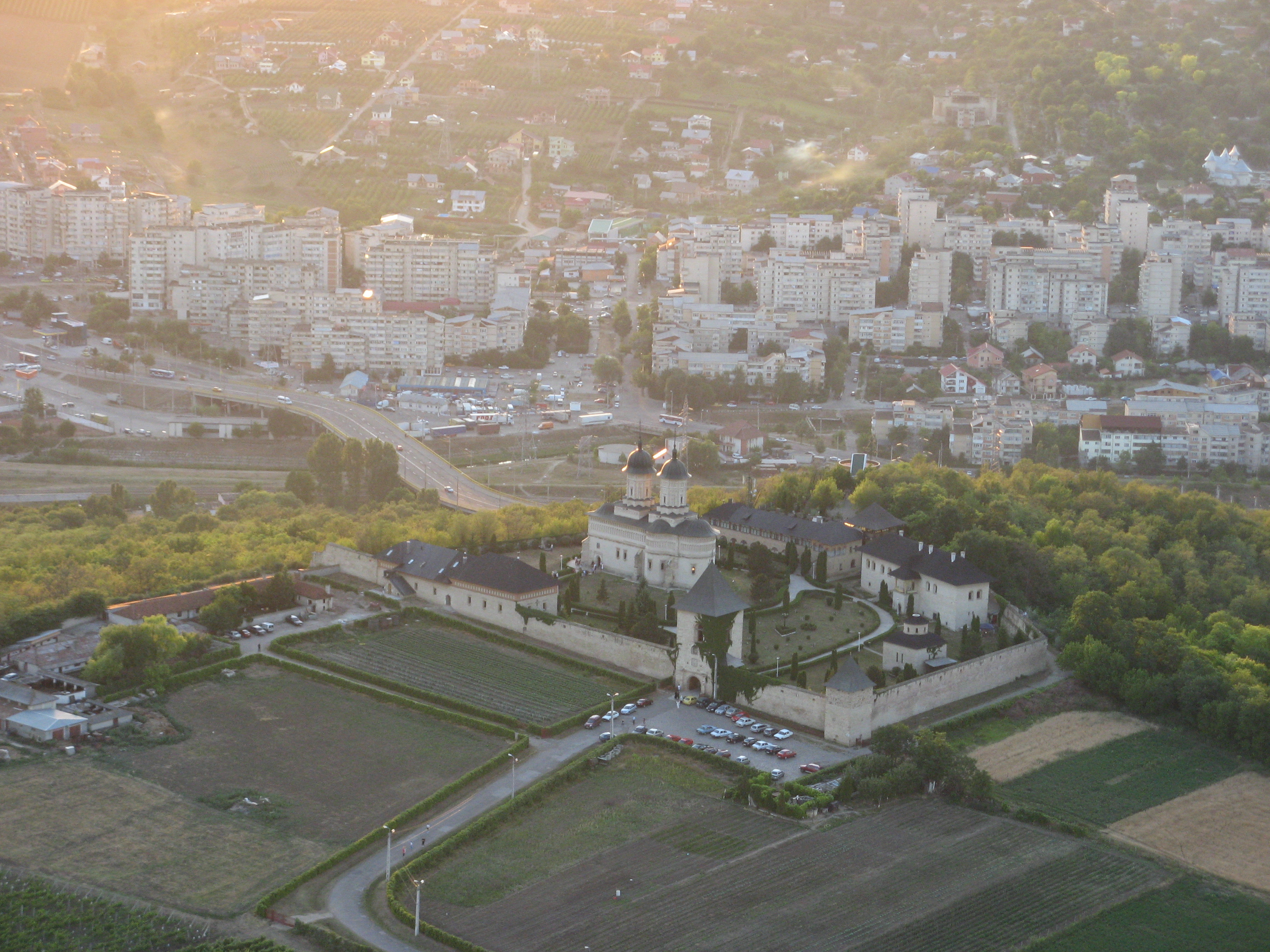
منظر عام للمدينة
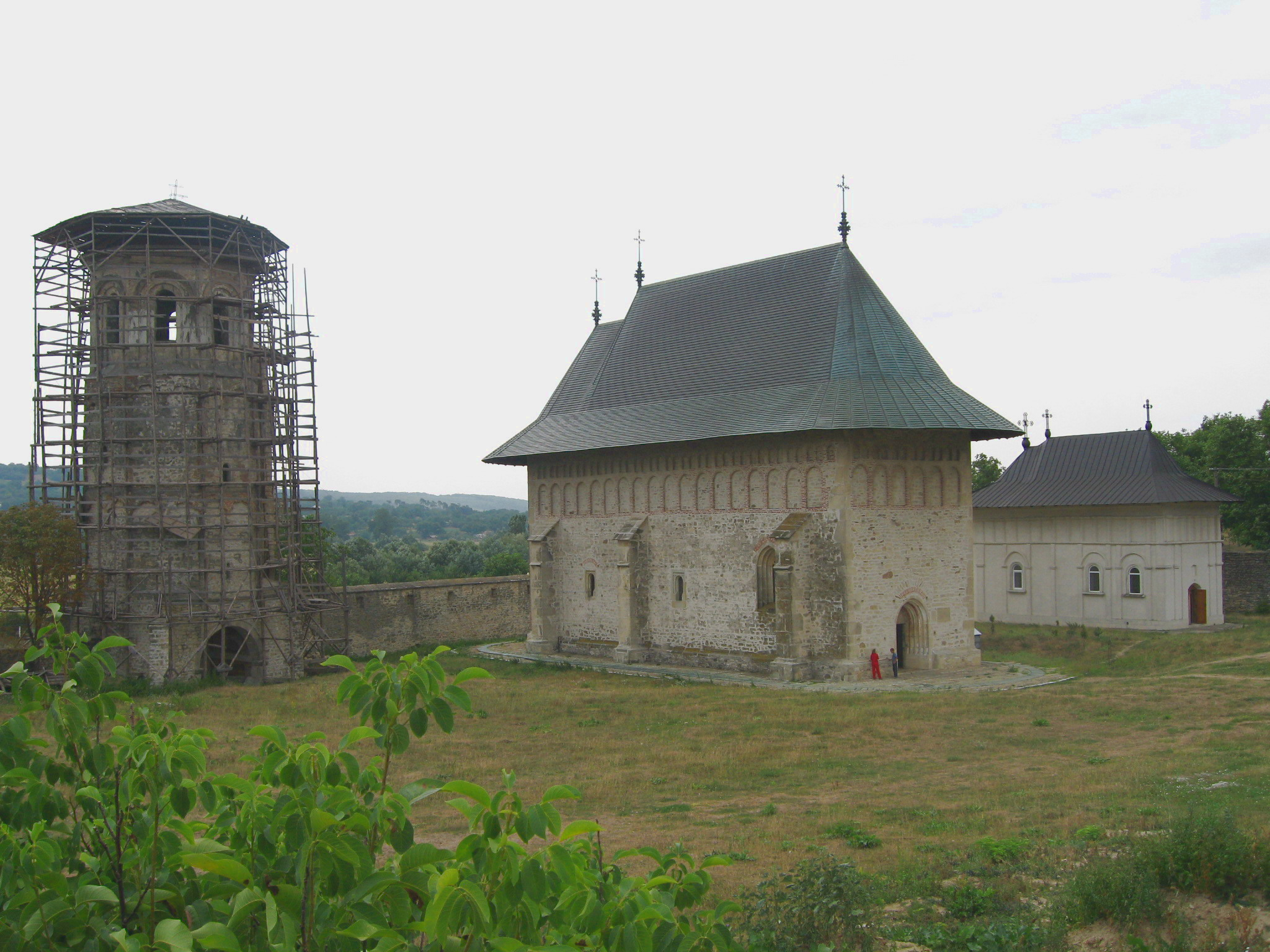
كنسية قديمة
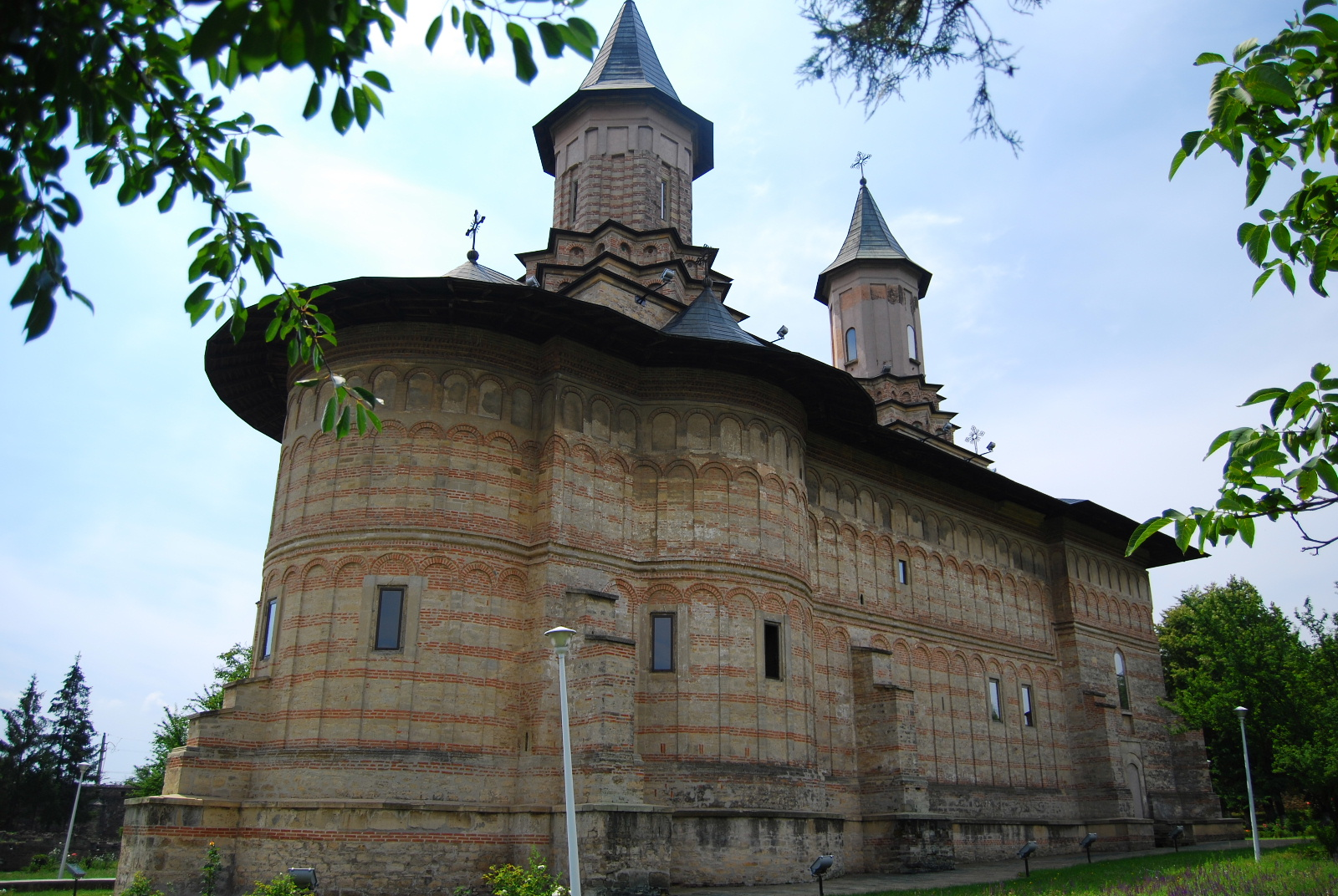
كنيسة
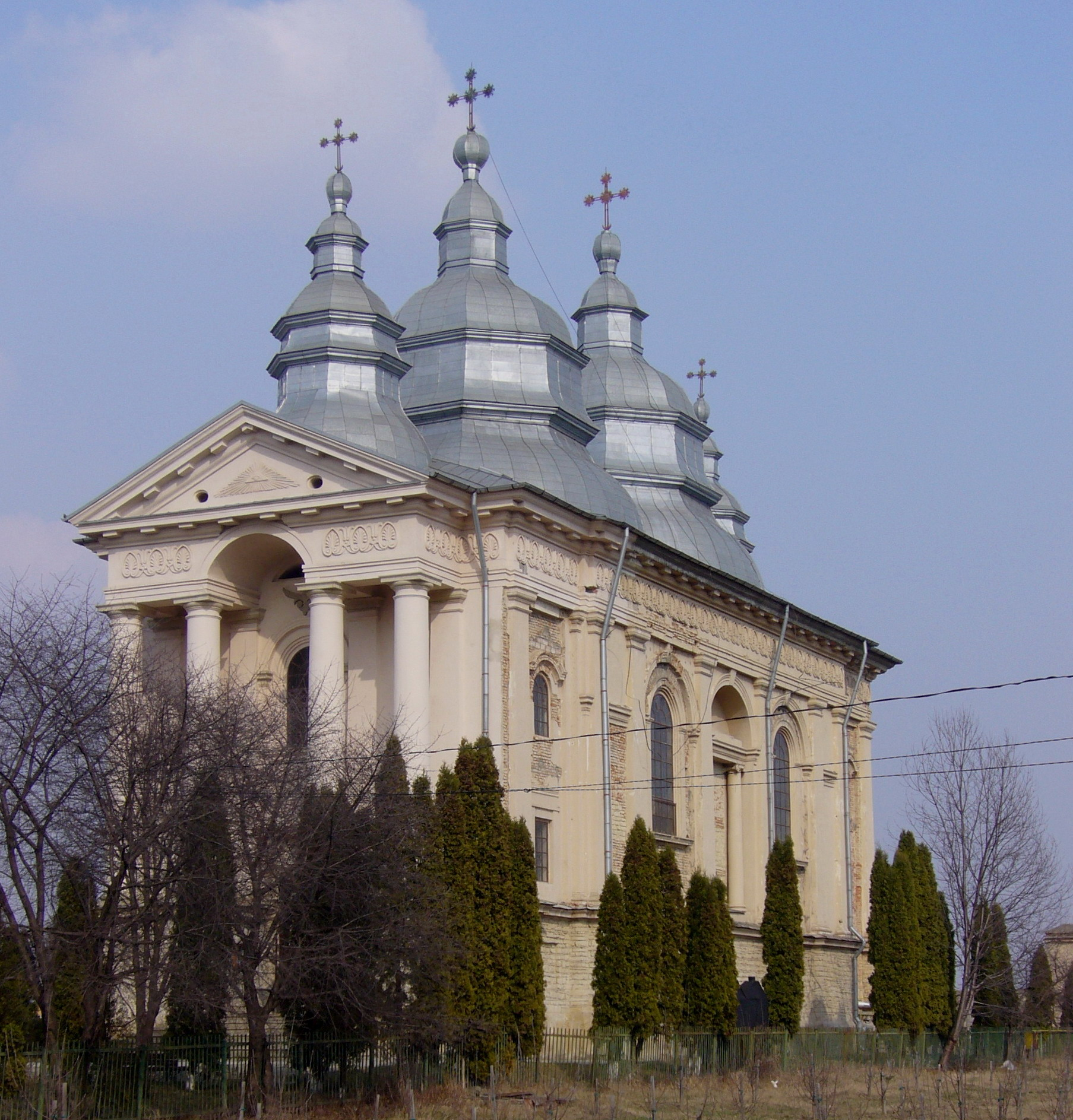
كنيسة
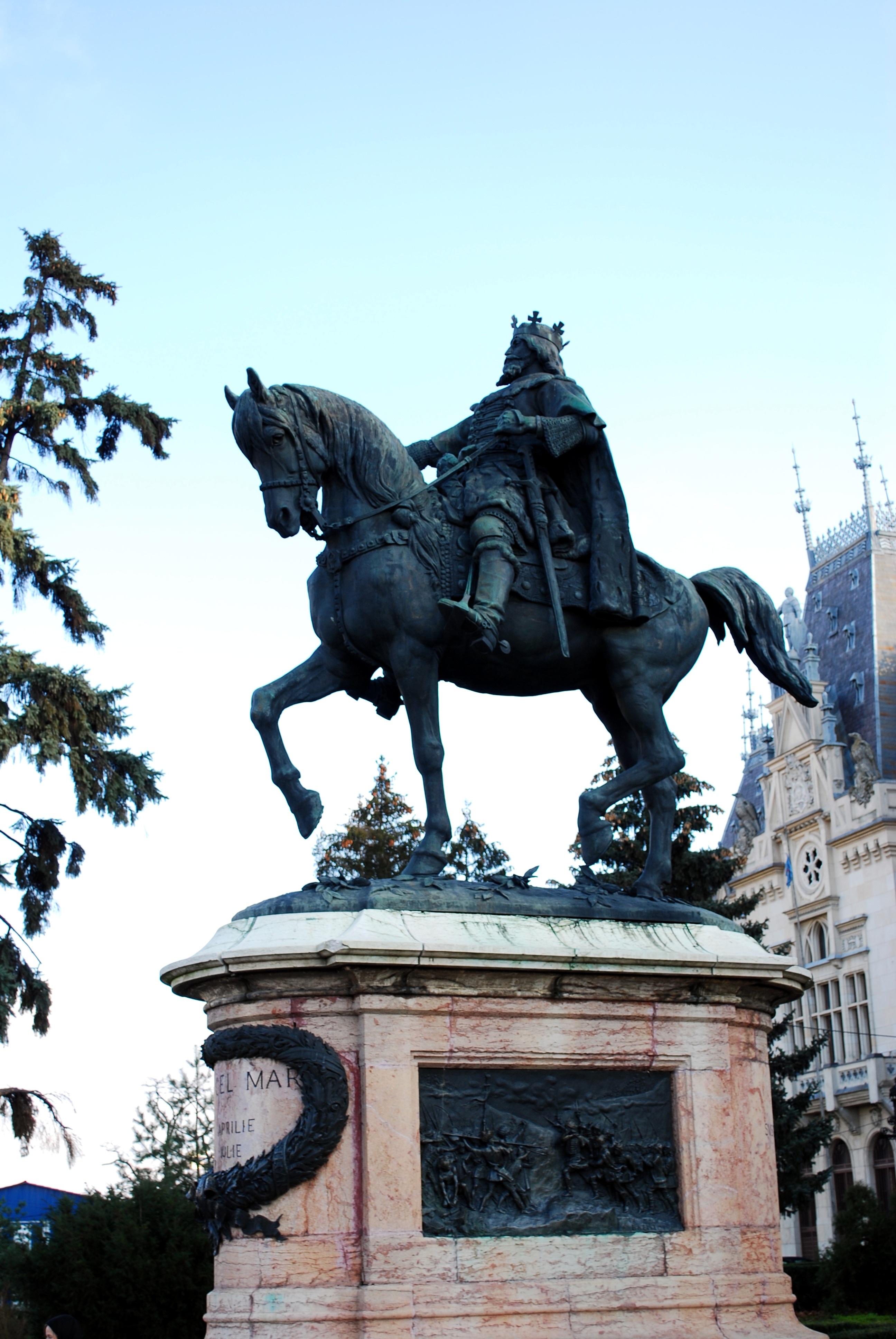
تمثال شتيفان الكبير
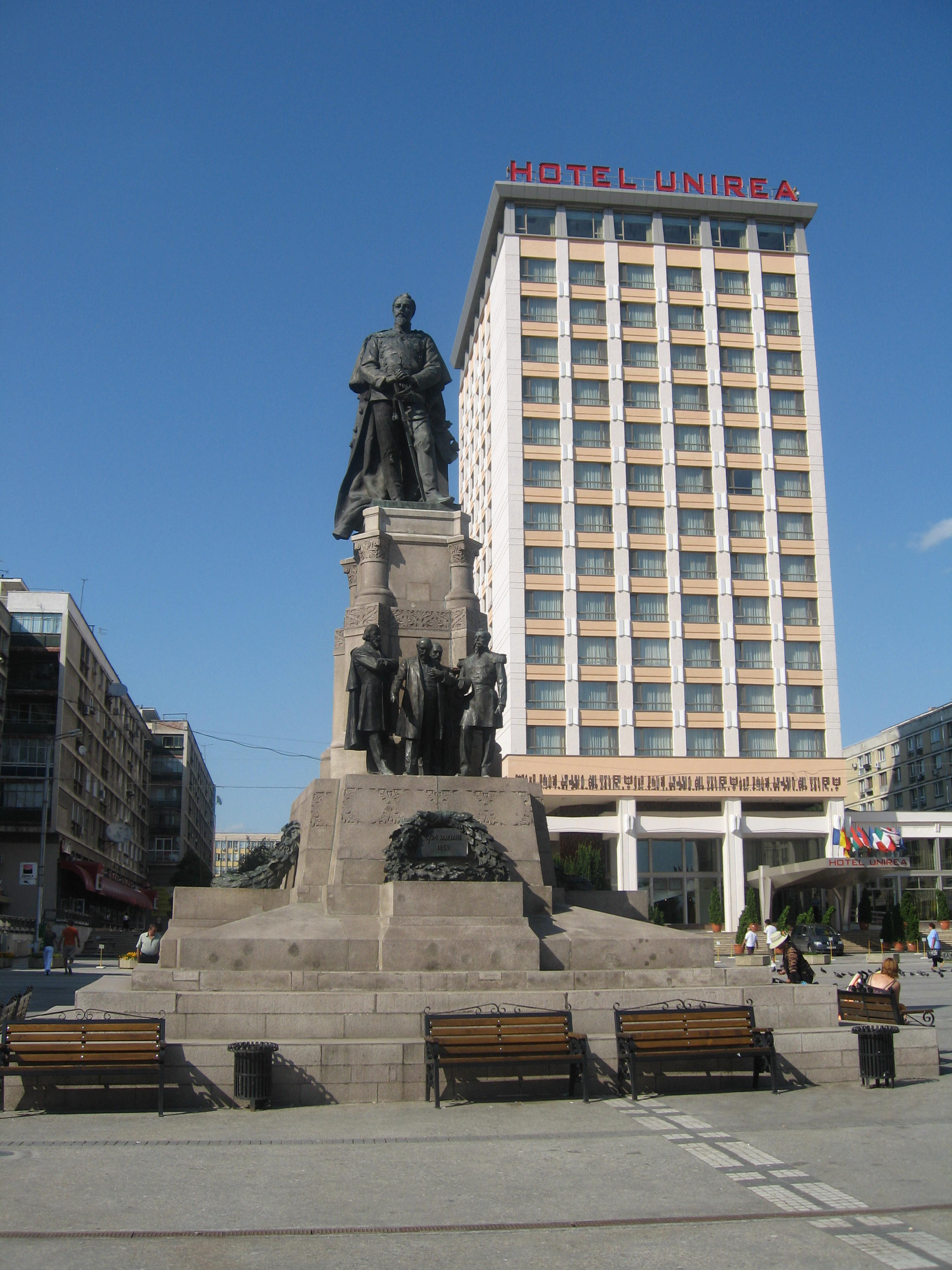
تمثال ألكسندر يوحنا كوزا
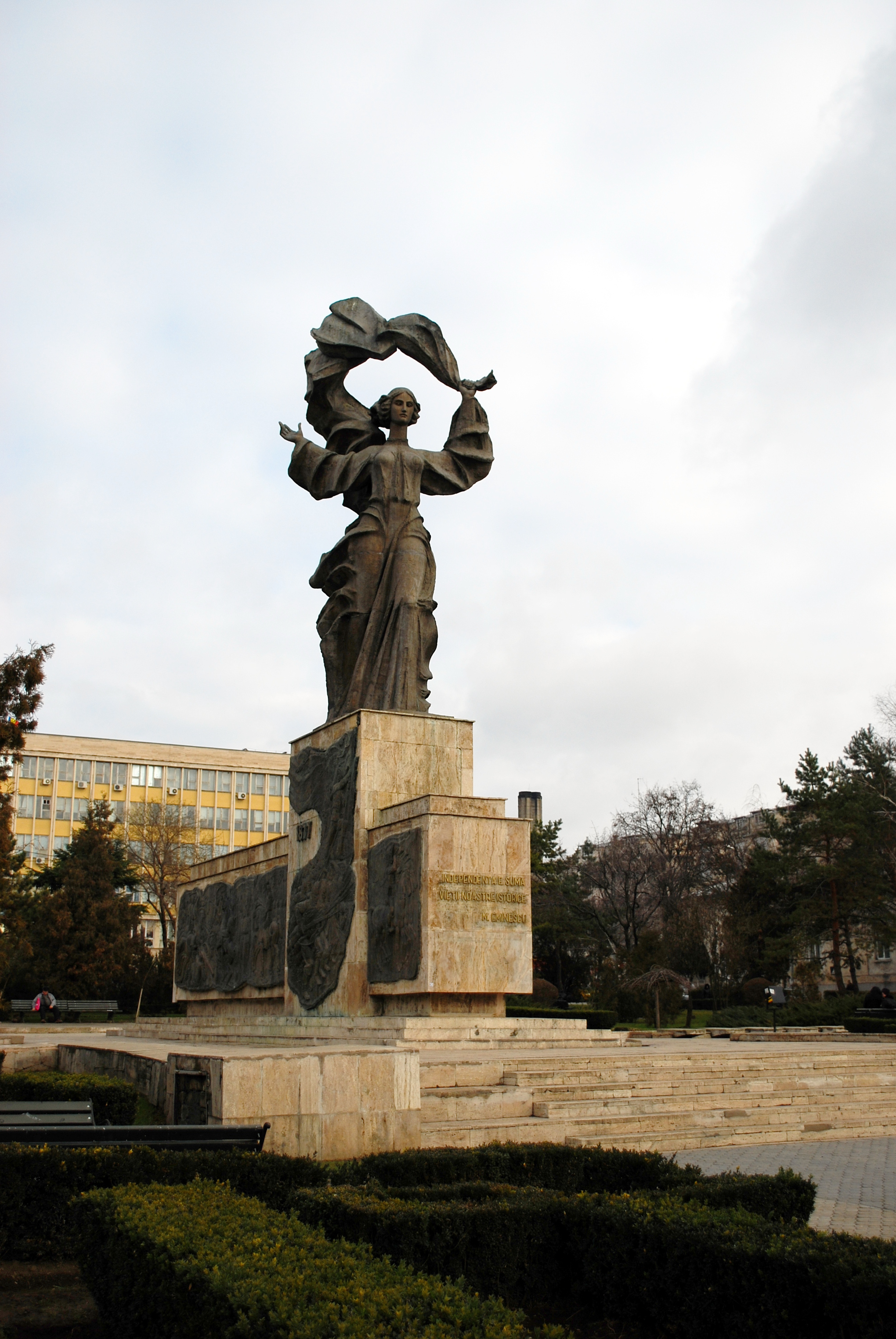
تمثال الحرية
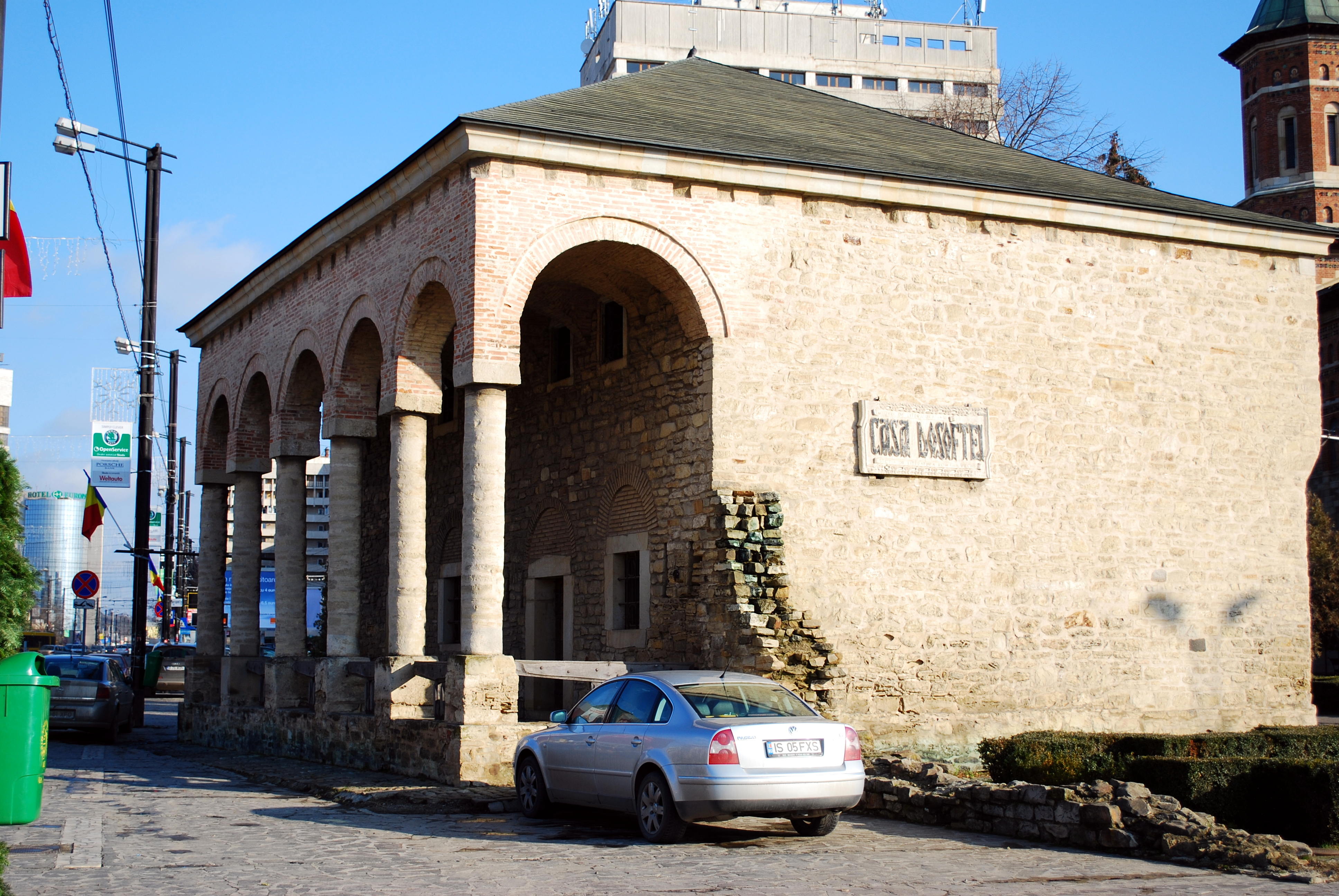
متحف كاسا دوسوفتي
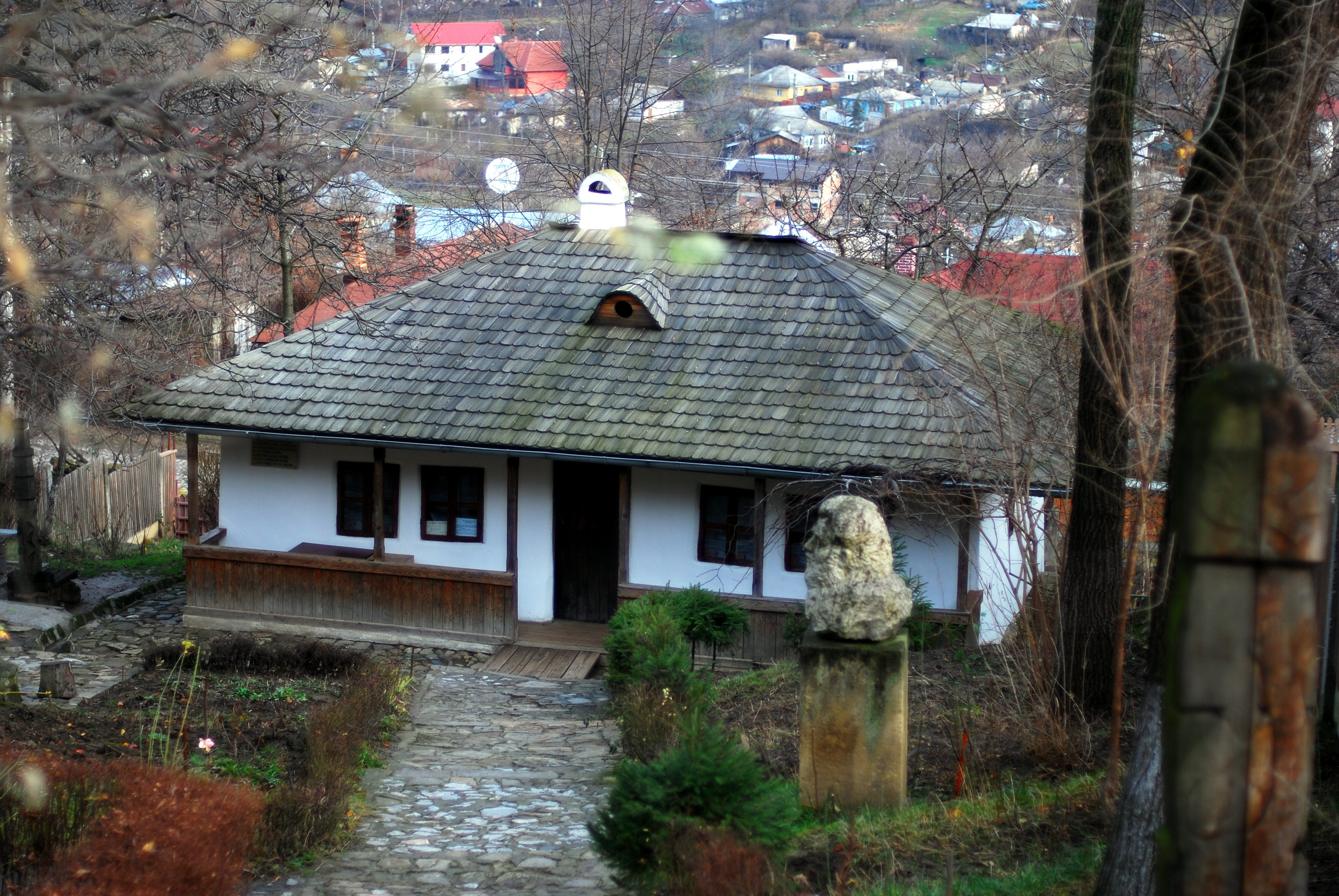
منزل أيون كريانغا
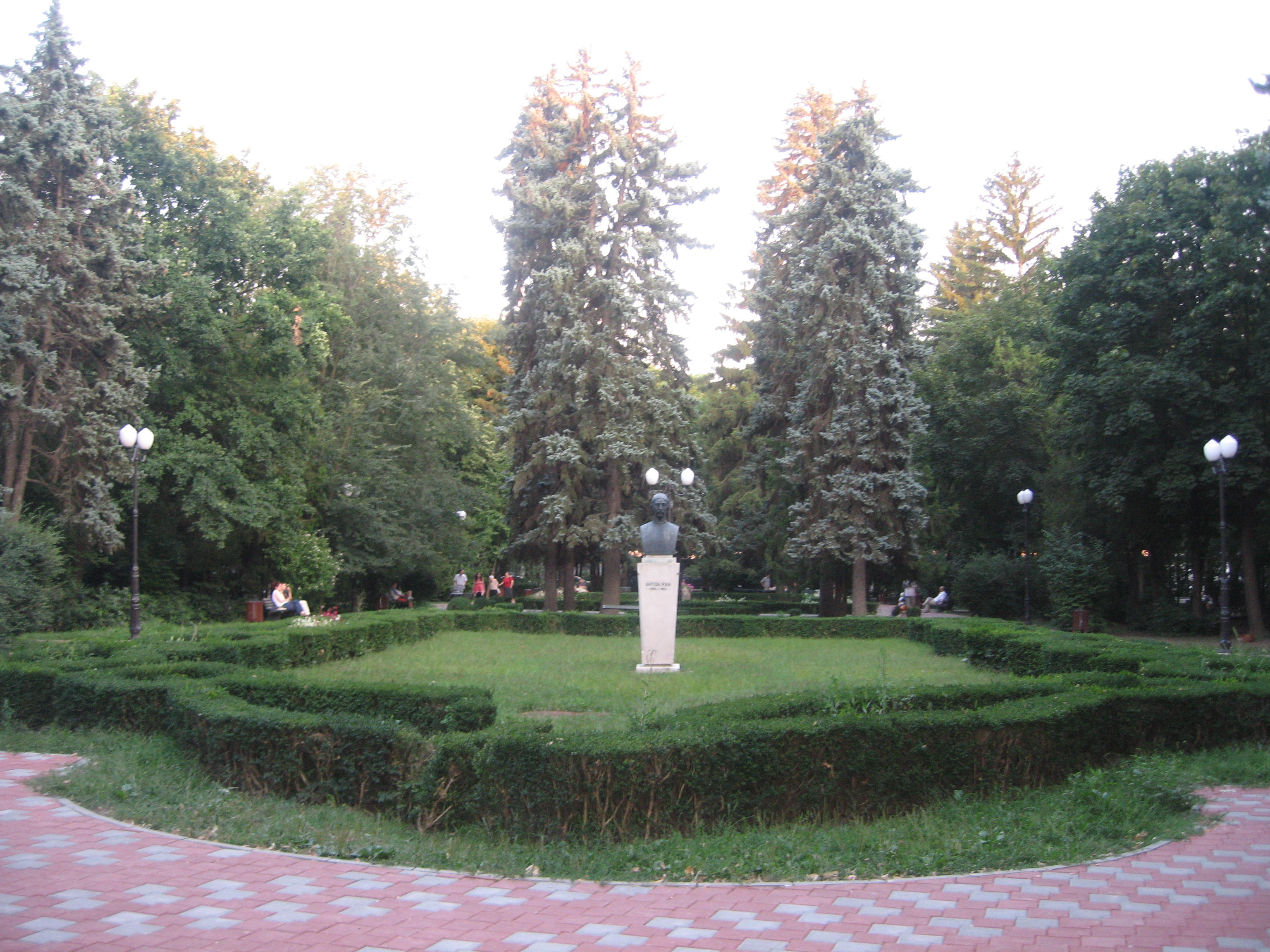
حديقة ياش النباتية